# Parque Arqueológico de Pafos
El Parque Arqueológico de Paphos comprende la mayor parte de lo que fuera la importante ciudad antigua griega y romana y está ubicado en Pafos, al suroeste de Chipre. El parque, aún en excavación,  se encuentra dentro de la sección Nea Pafos ("Nueva Pafos") de la ciudad costera.
Sus sitios y monumentos datan desde la prehistoria hasta la Edad Media. Entre los restos más significativos descubiertos hasta ahora se encuentran cuatro grandes y elaboradas villas romanas: la Casa de Dionisio, la Casa de Aion, la Casa de Teseo y la Casa de Orfeo, todas con magníficos pisos de mosaico conservados, especialmente un mosaico de Orfeo.  Además, las excavaciones han descubierto un ágora, un asklipieion, una basílica, un odeion y un teatro helenístico-romano, así como una necrópolis conocida como "Tumbas de los Reyes".
Nea Paphos es uno de los tres componentes que forman el complejo arqueológico de Pafos inscrito en la Lista del Patrimonio Mundial de la UNESCO en 1980 por sus destacados mosaicos y restos antiguos, así como por su importancia histórica religiosa.

## Historia
Nea Paphos probablemente fue construida  por Nicocles, el último rey de Paphos, a finales del siglo IV. a. C. A principios del siglo II a. C. se convirtió en la capital de la isla, reemplazando a Salamina durante la era helenística bajo los Ptolomeos.

## Excavaciones

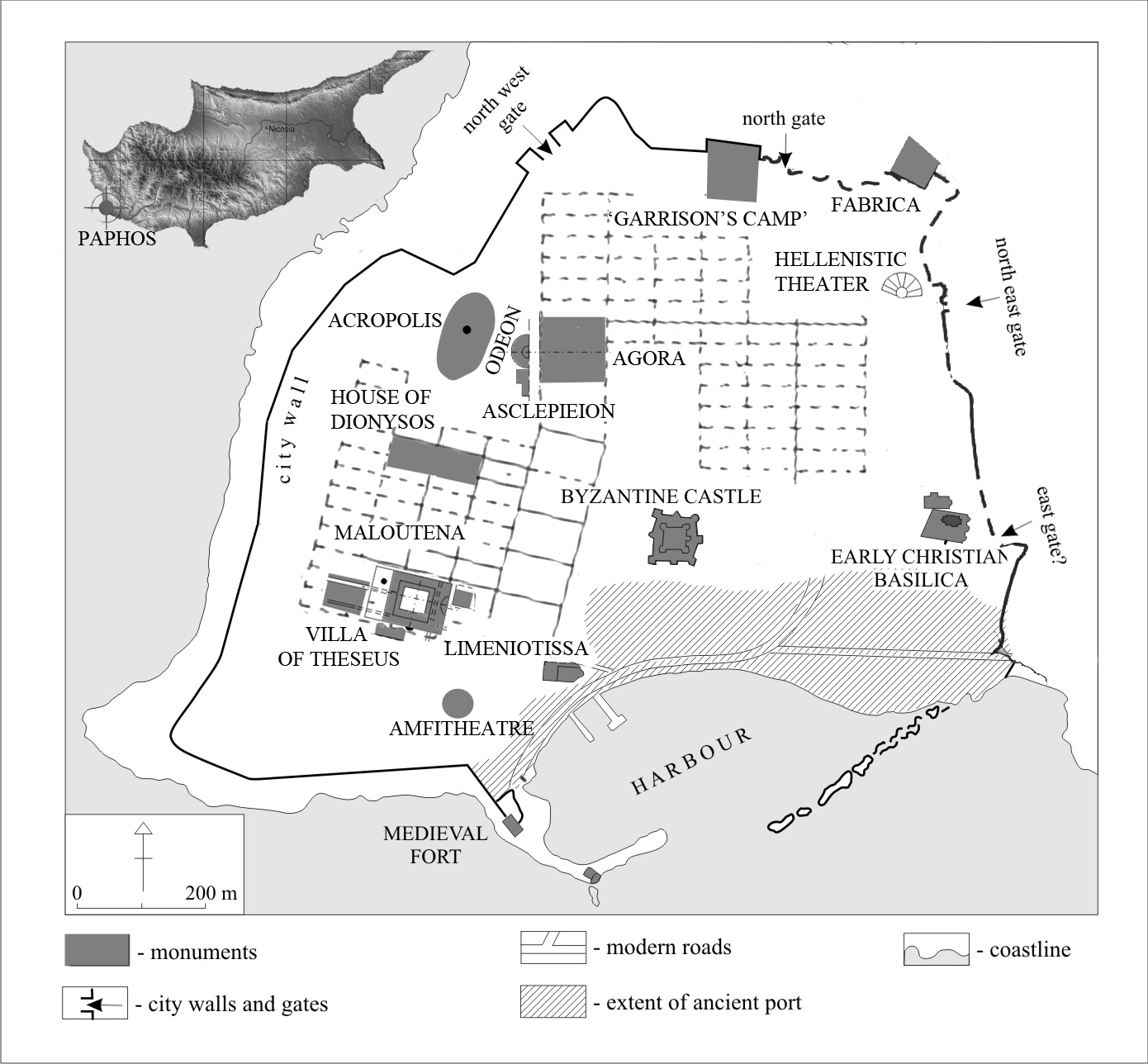
Mapa de la antigua Paphos.

### Excavaciones polacas en Paphos
La expedición arqueológica del Centro Polaco de Arqueología Mediterránea de la Universidad de Varsovia comenzó a trabajar bajo la dirección del Prof. Kazimierz Michałowski en junio de 1965. Se encontraron estatuas de mármol de Asclepio y Artemisa (que era adorada en la ciudad) en las excavaciones en la parte suroeste de Paphos. Otro descubrimiento fue un tesoro de monedas de plata de los reinados de Filipo III de Macedonia y Alejandro Magno. Los directores posteriores de las expediciones polacas fueron el Prof. Wiktor Andrzej Daszewski (1971–2007) y Dr. Henryk Meyza (2008–2019). Sus equipos descubrieron gradualmente una enorme residencia antigua (120 m de largo y 80 m de ancho). Recibió el nombre de Villa de Teseo porque en su interior se había encontrado un mosaico que representaba la batalla entre Teseo y el Minotauro. En 1983,  se descubrió un gran mosaico con una representación de Aion, el dios del tiempo y la eternidad, en una casa que se conoció como la Casa de Aion. Las excavaciones también abarcan la llamada Casa “helenística” y la Casa Romana Temprana. Además de la investigación arqueológica, la expedición realiza trabajos de reconstrucción y conservación.
En 2011, el Proyecto Paphos Agora fue iniciado por un equipo de la Cátedra de Arqueología Clásica del Instituto de Arqueología de la Universidad Jagellónica, encabezado por el Prof. Ewdoksia Papuci-Władyka. Su principal objetivo era la búsqueda del ágora helenística, que presumiblemente estaba escondida bajo la romana. En 2015 comenzó la nueva fase del proyecto, con el objetivo de estudiar y reconstruir el espacio público del ágora, así como la infraestructura y la actividad económica de Paphos.
El año 2020 marca el comienzo de un proyecto conjunto de un consorcio científico formado por la Universidad Jagellónica, el Centro Polaco de Arqueología Mediterránea de la Universidad de Varsovia y la Universidad Tecnológica de Varsovia. El proyecto, titulado “MA-P Maloutena y Agora en el diseño de Paphos: modelando el paisaje urbano de la capital helenística y romana de Chipre”, está dirigido por el Prof. Ewdoksia Papuci-Władyka.

## Monumentos

### Casa de Dionisio

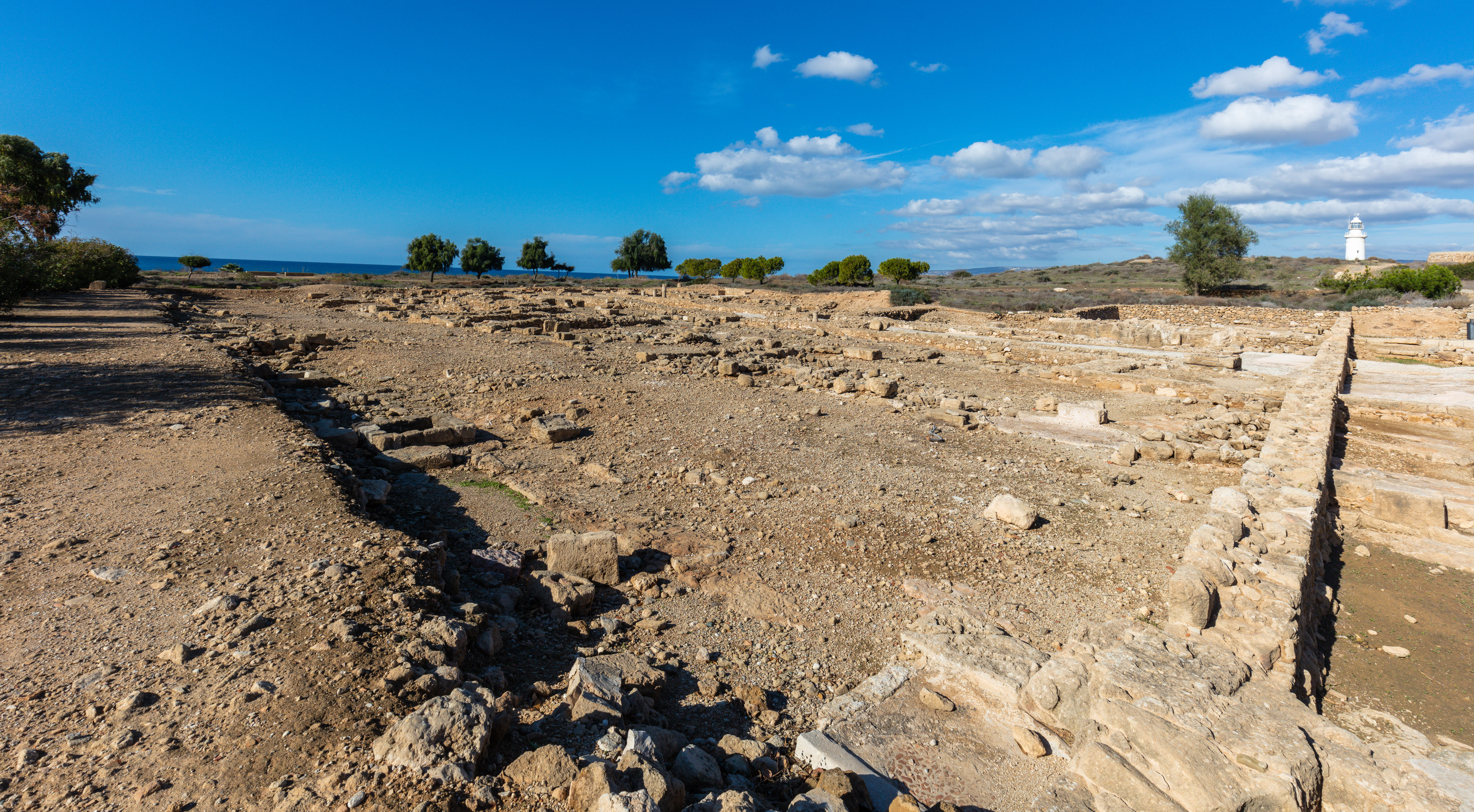
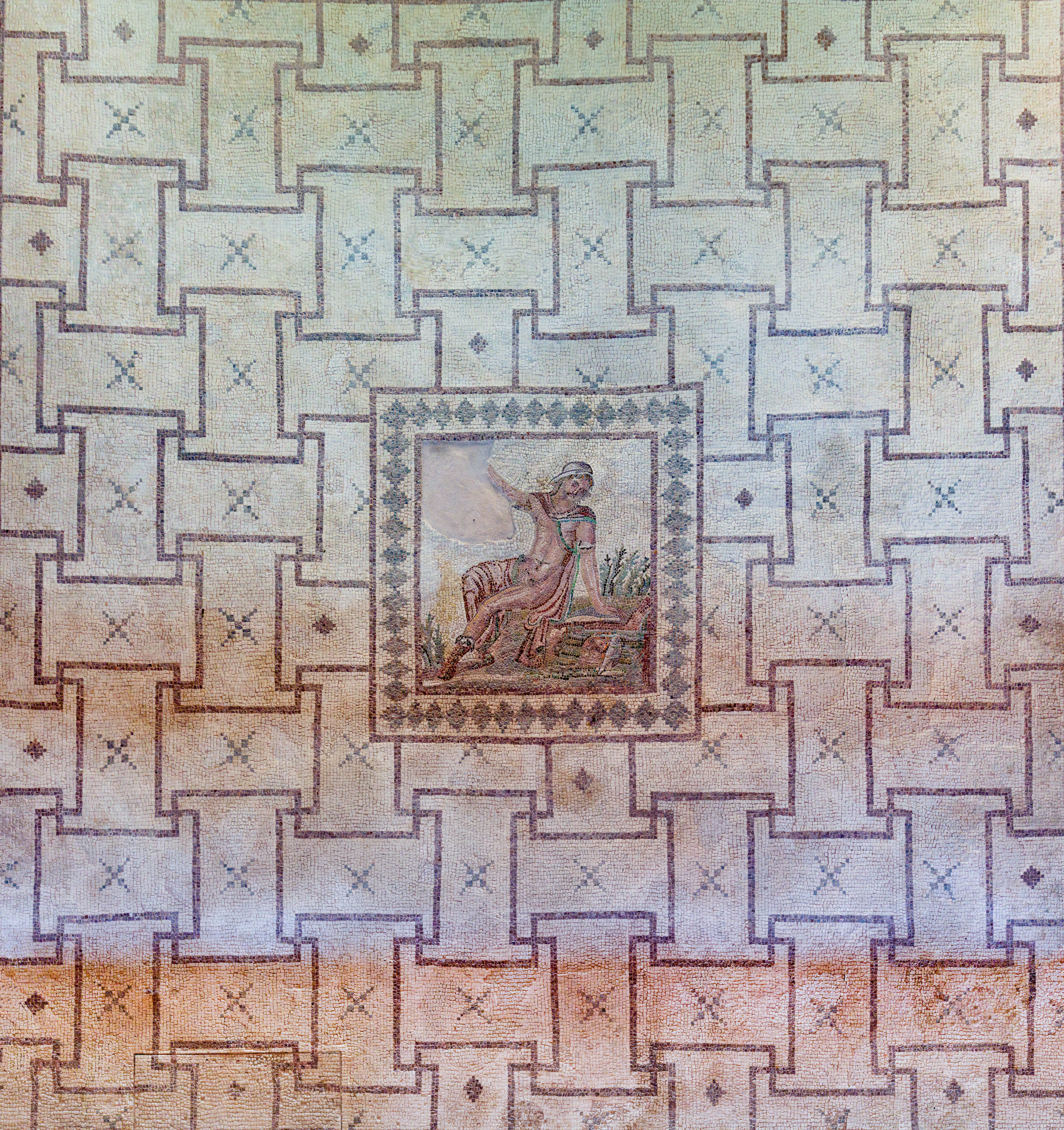
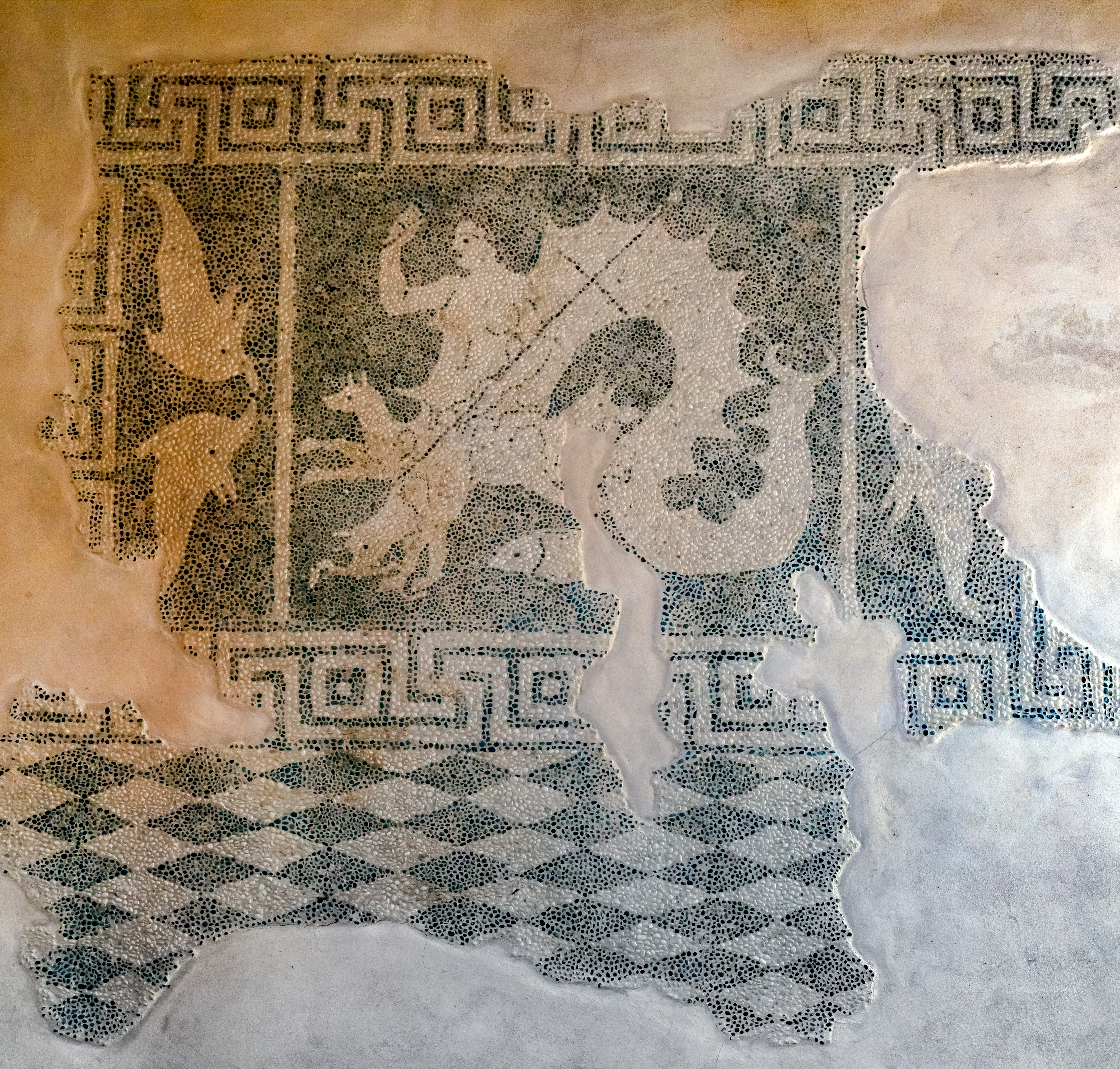
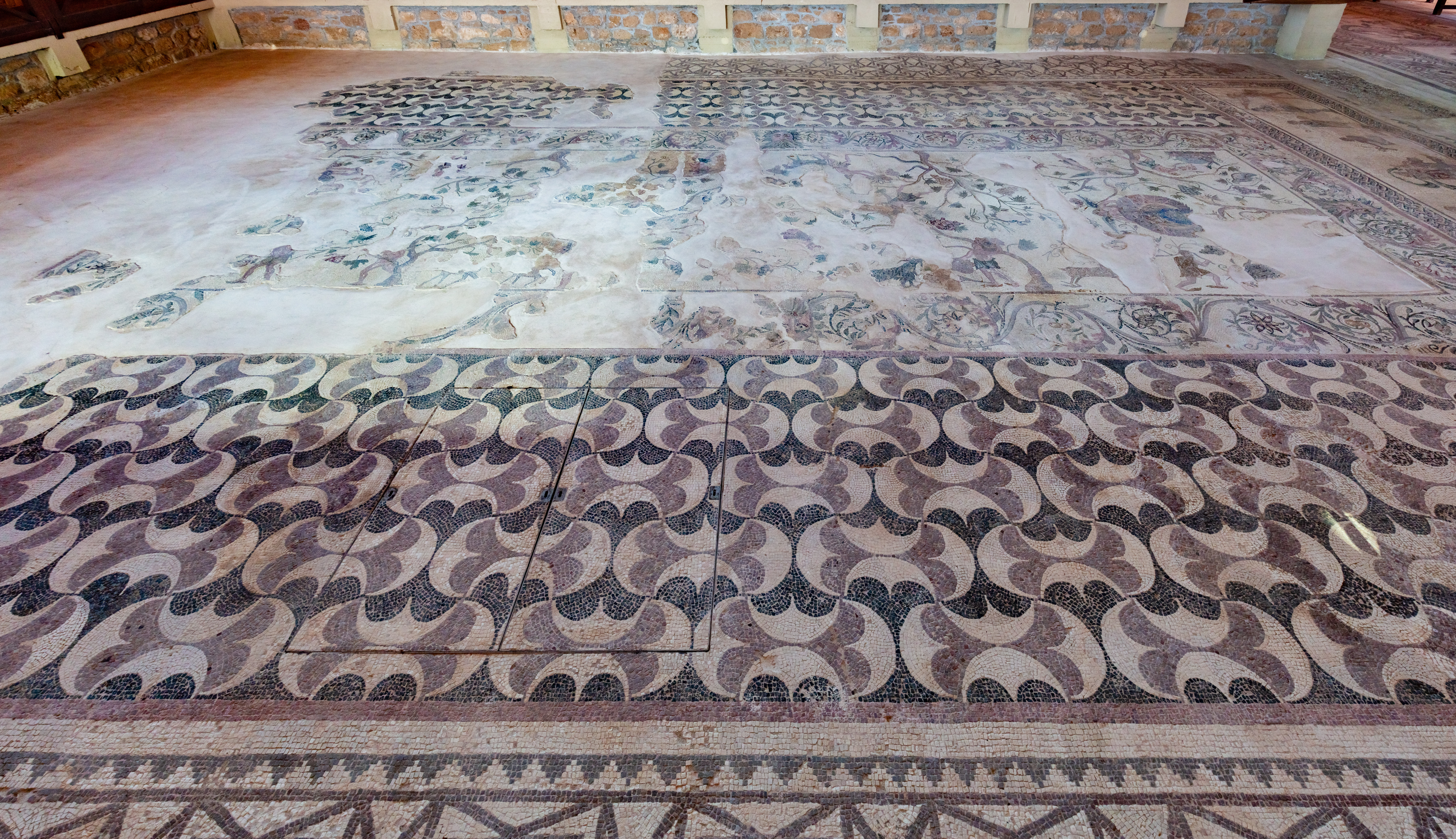
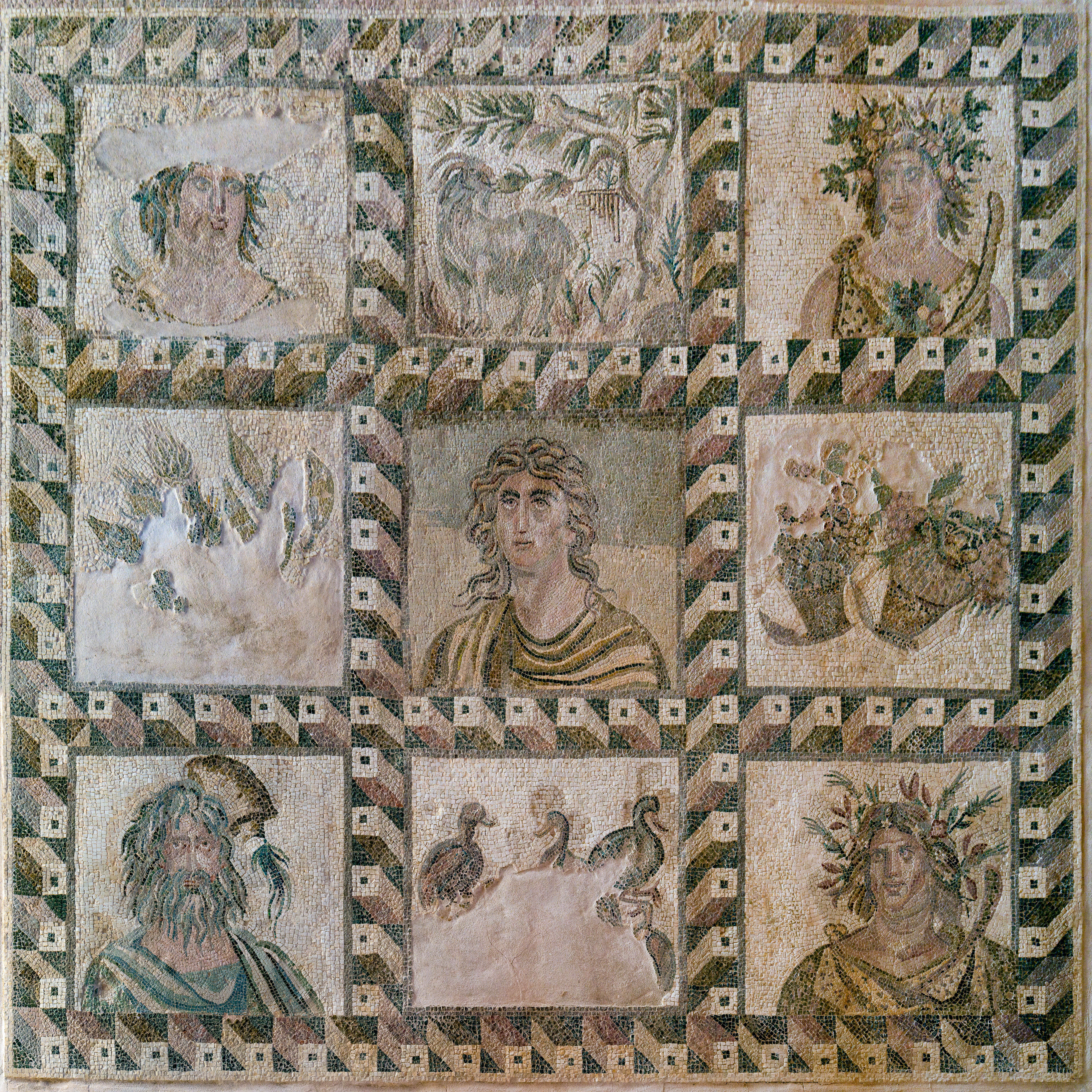
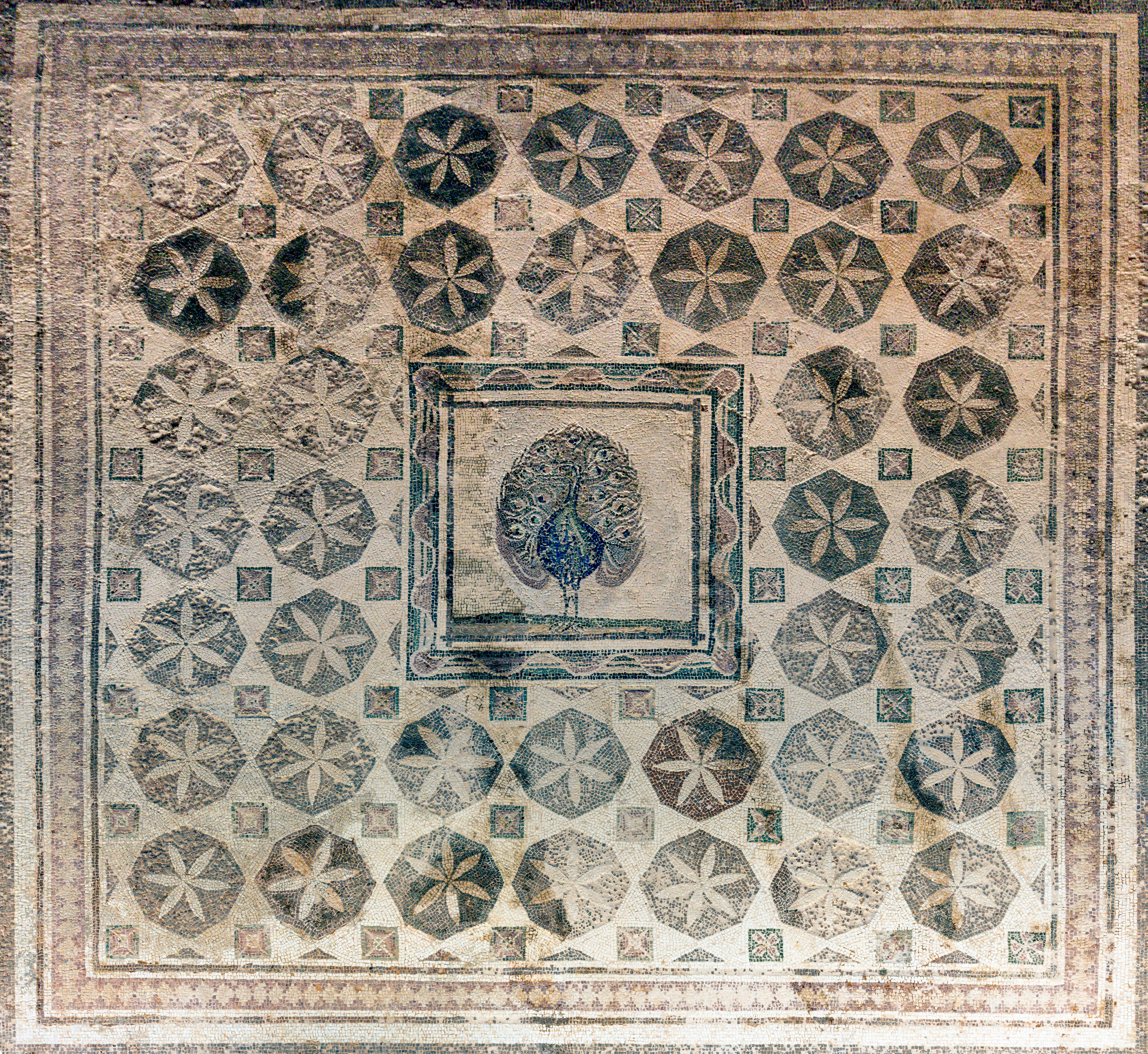
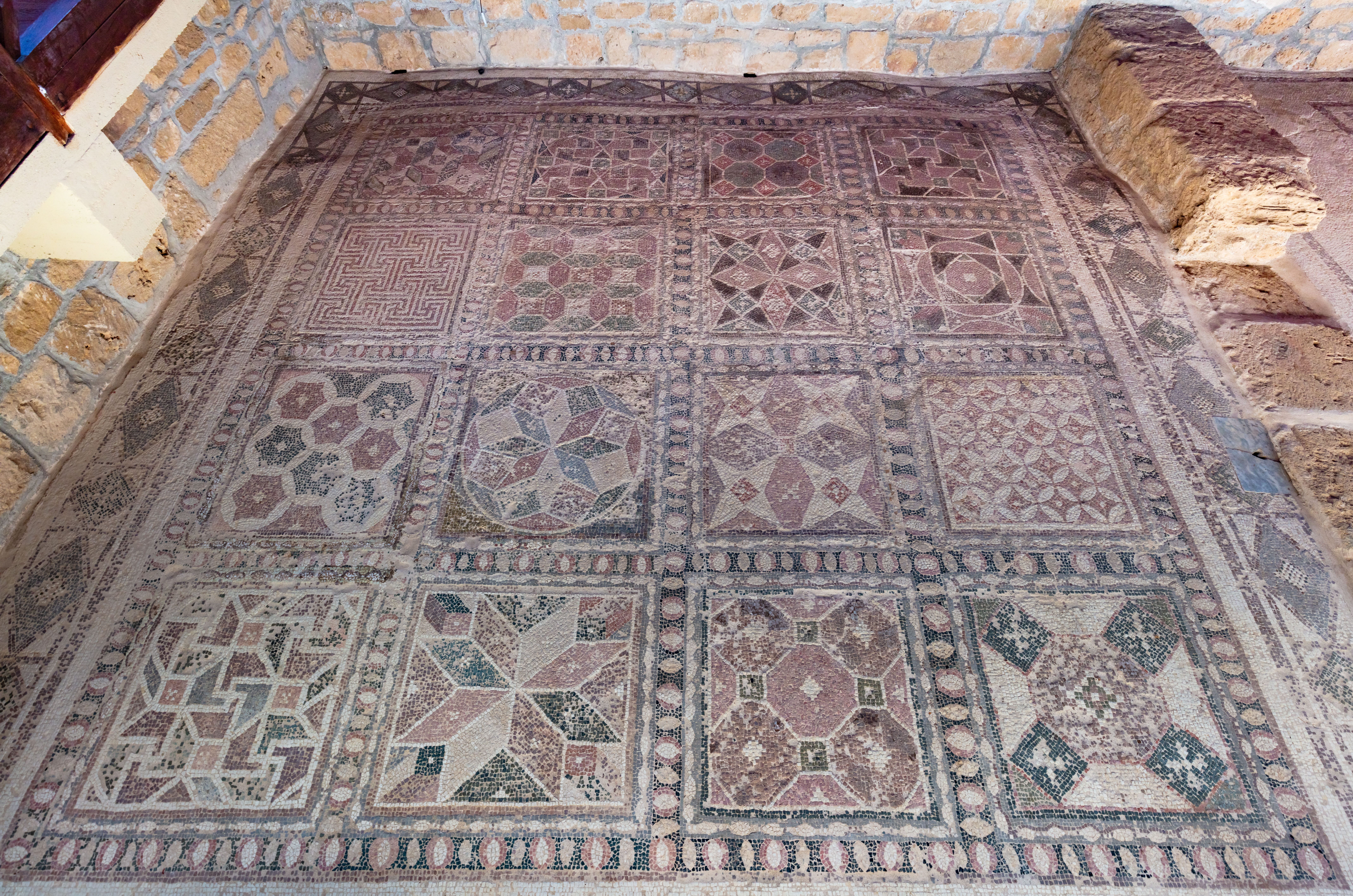
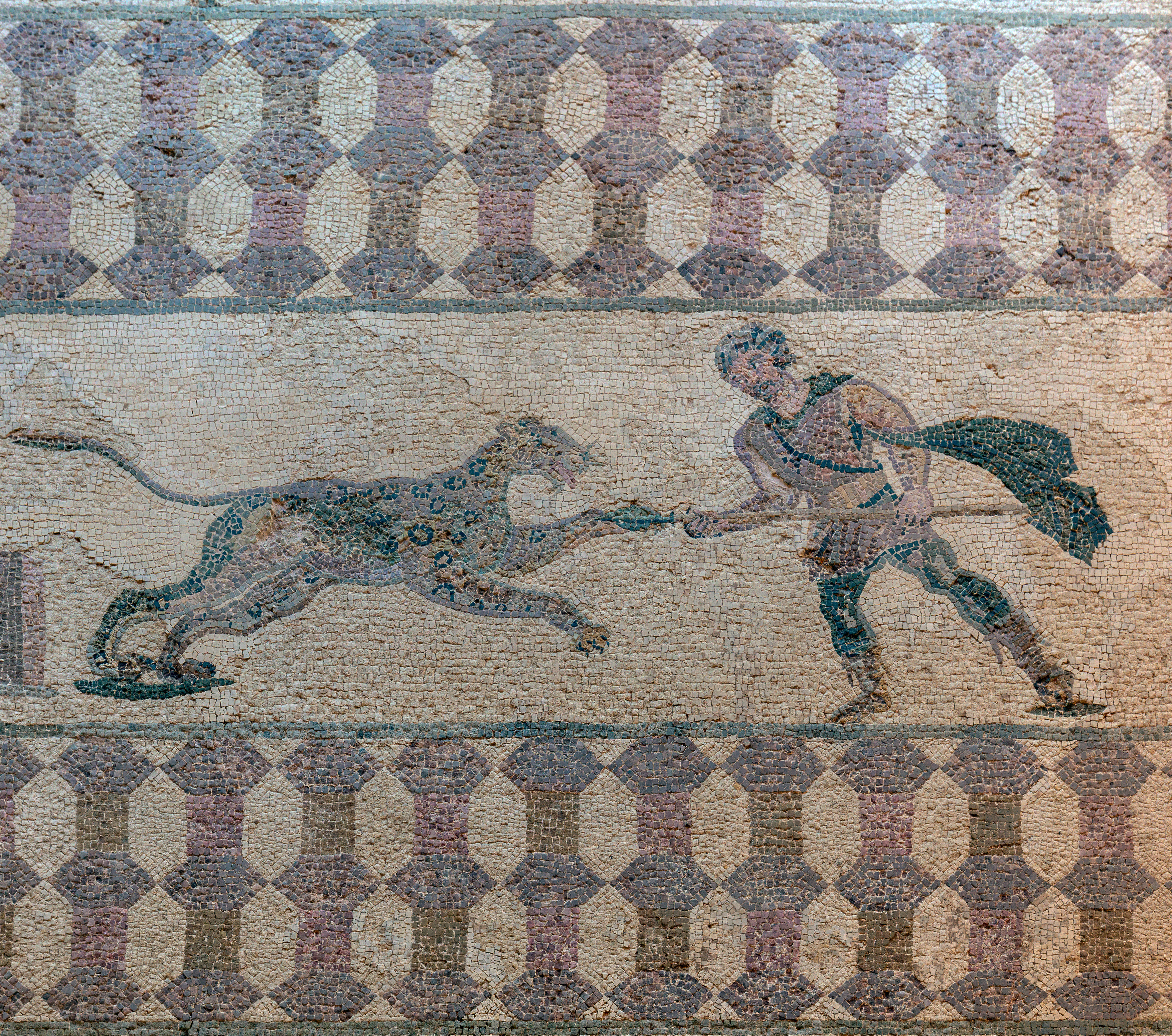
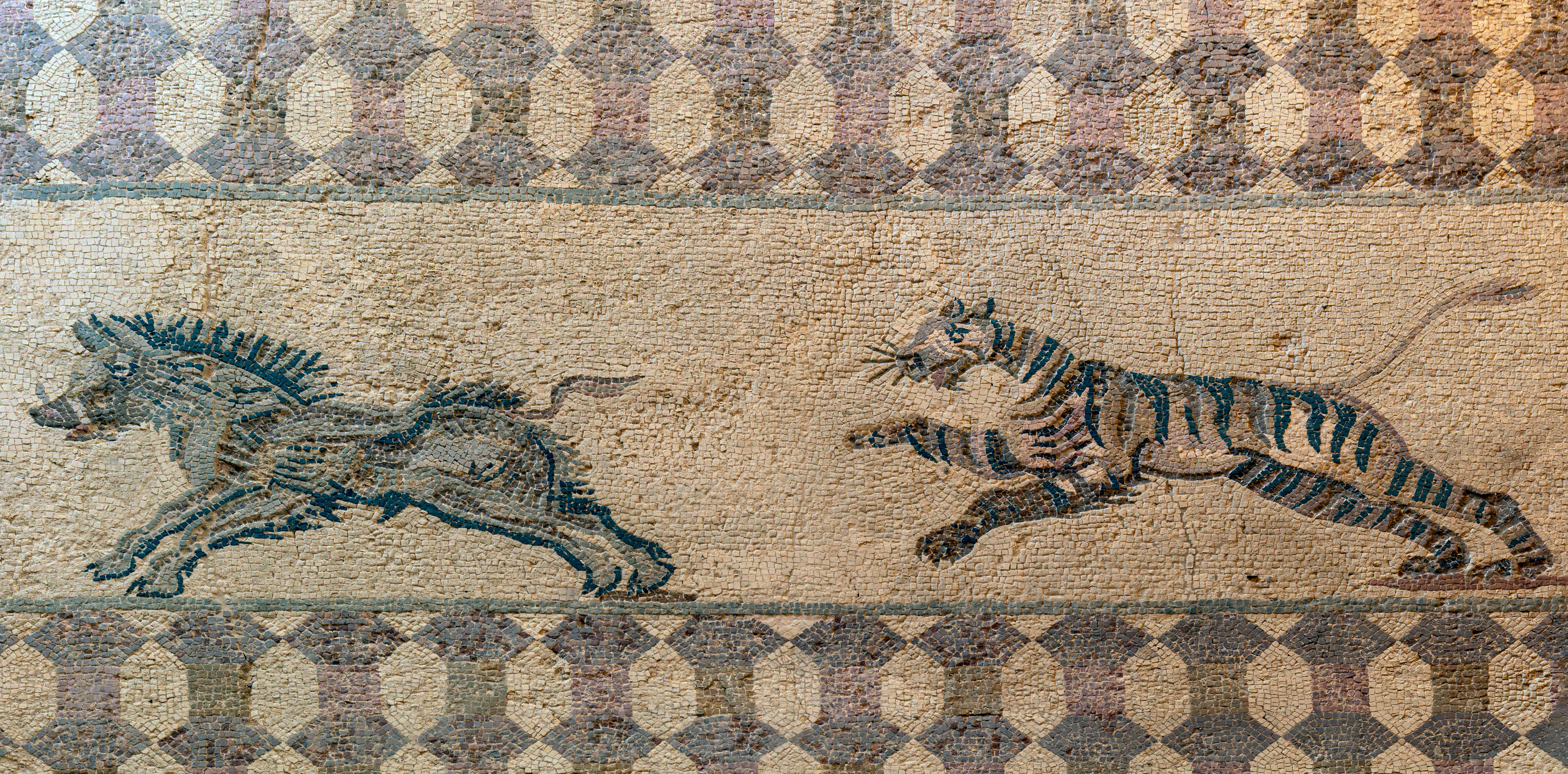
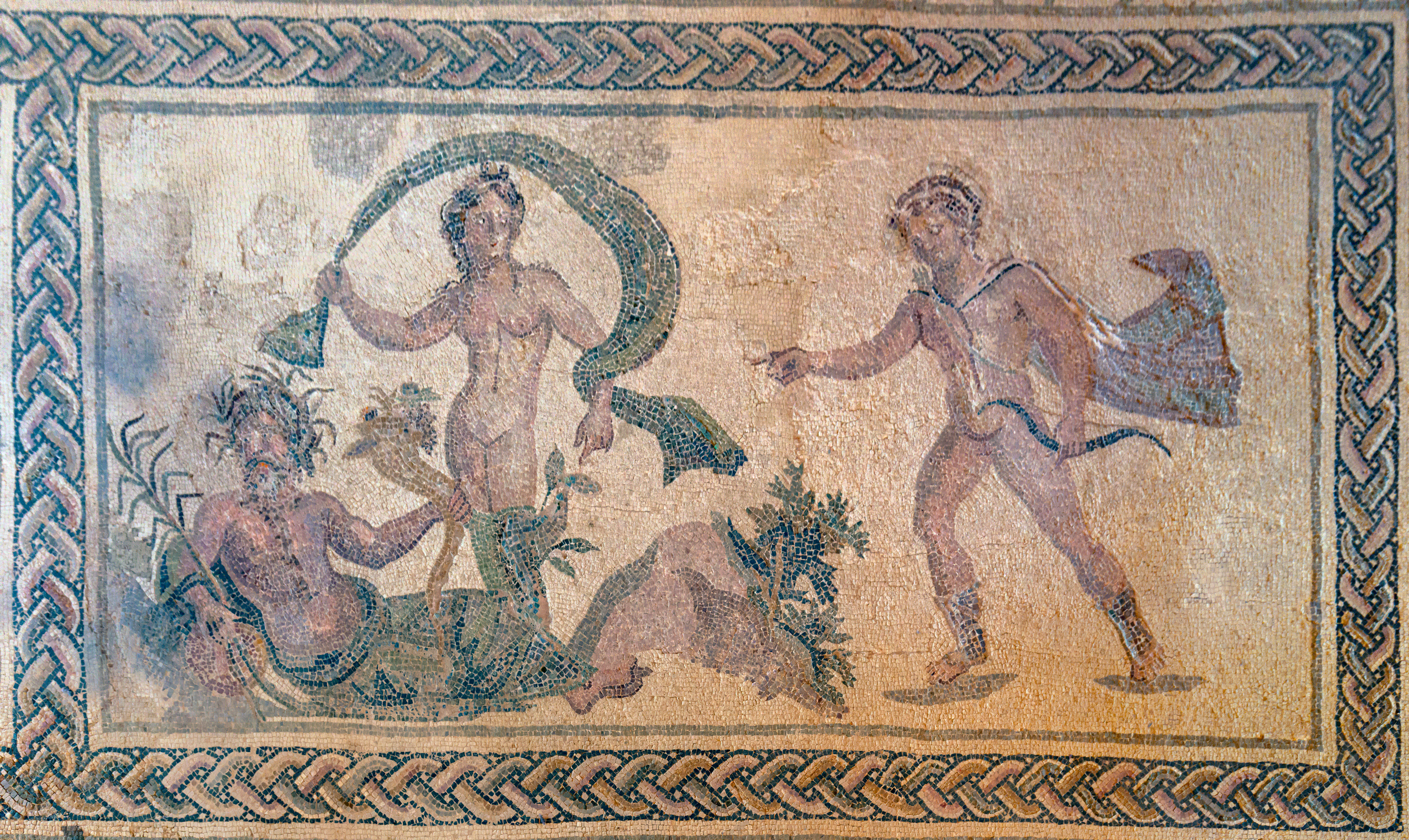
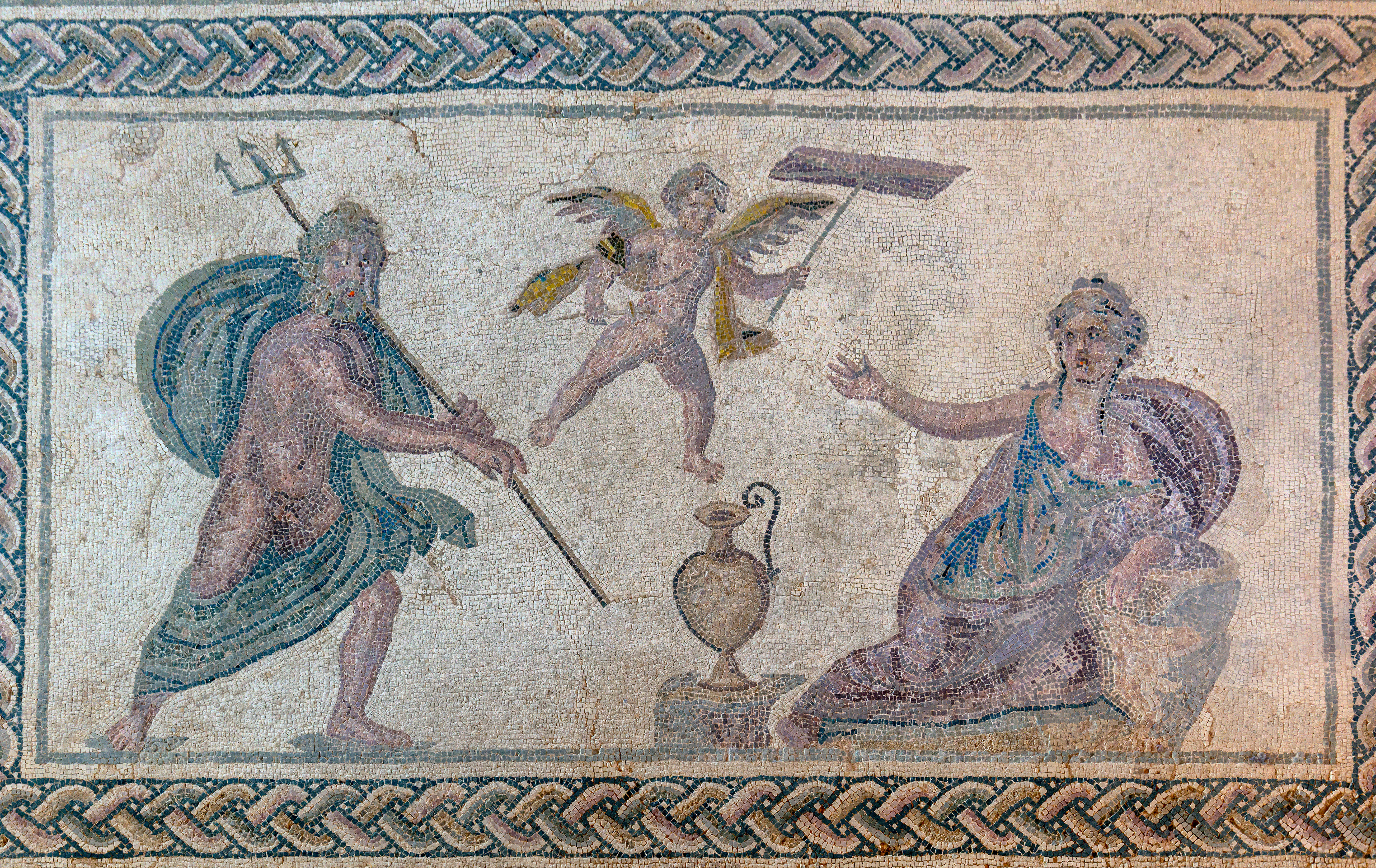
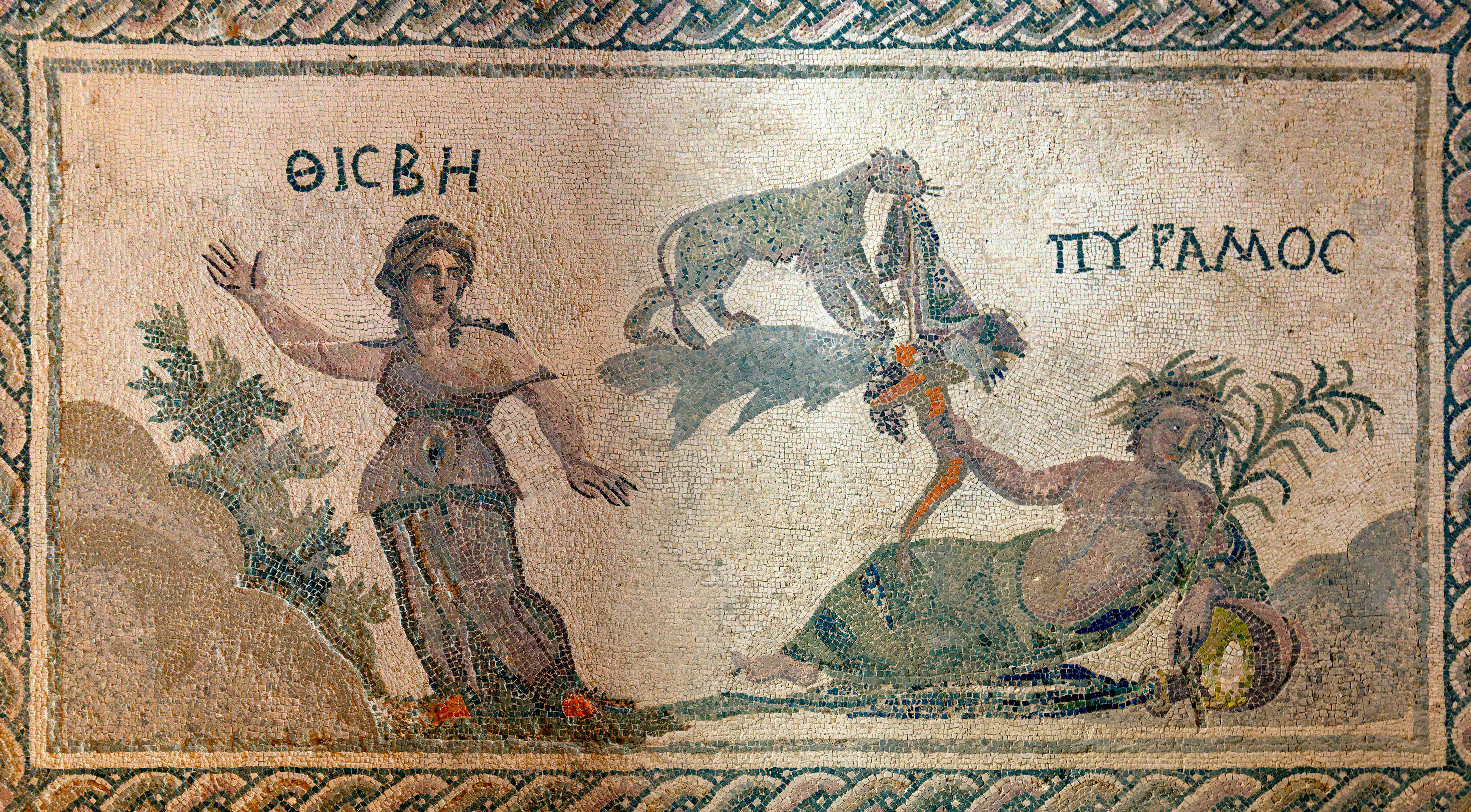
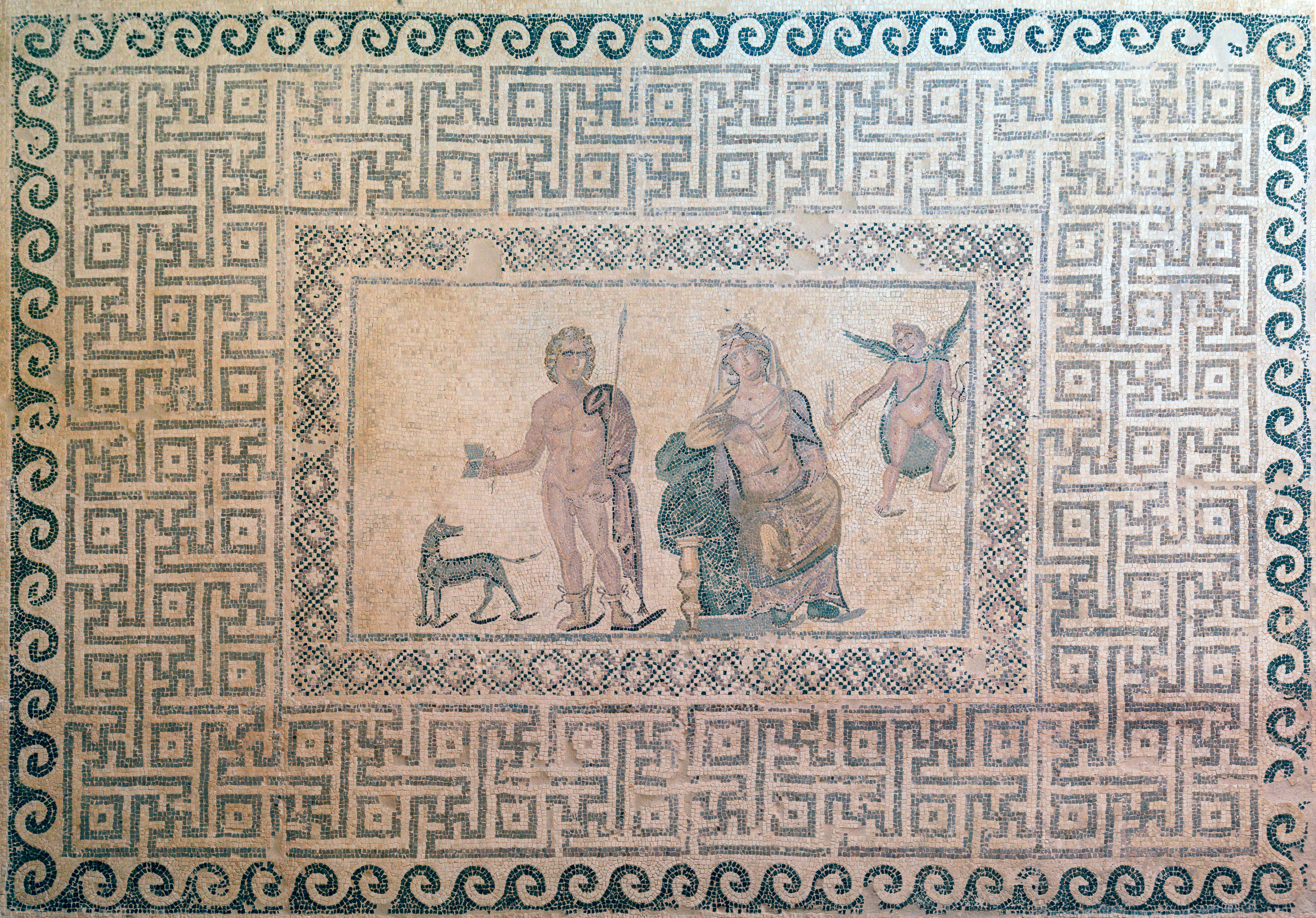
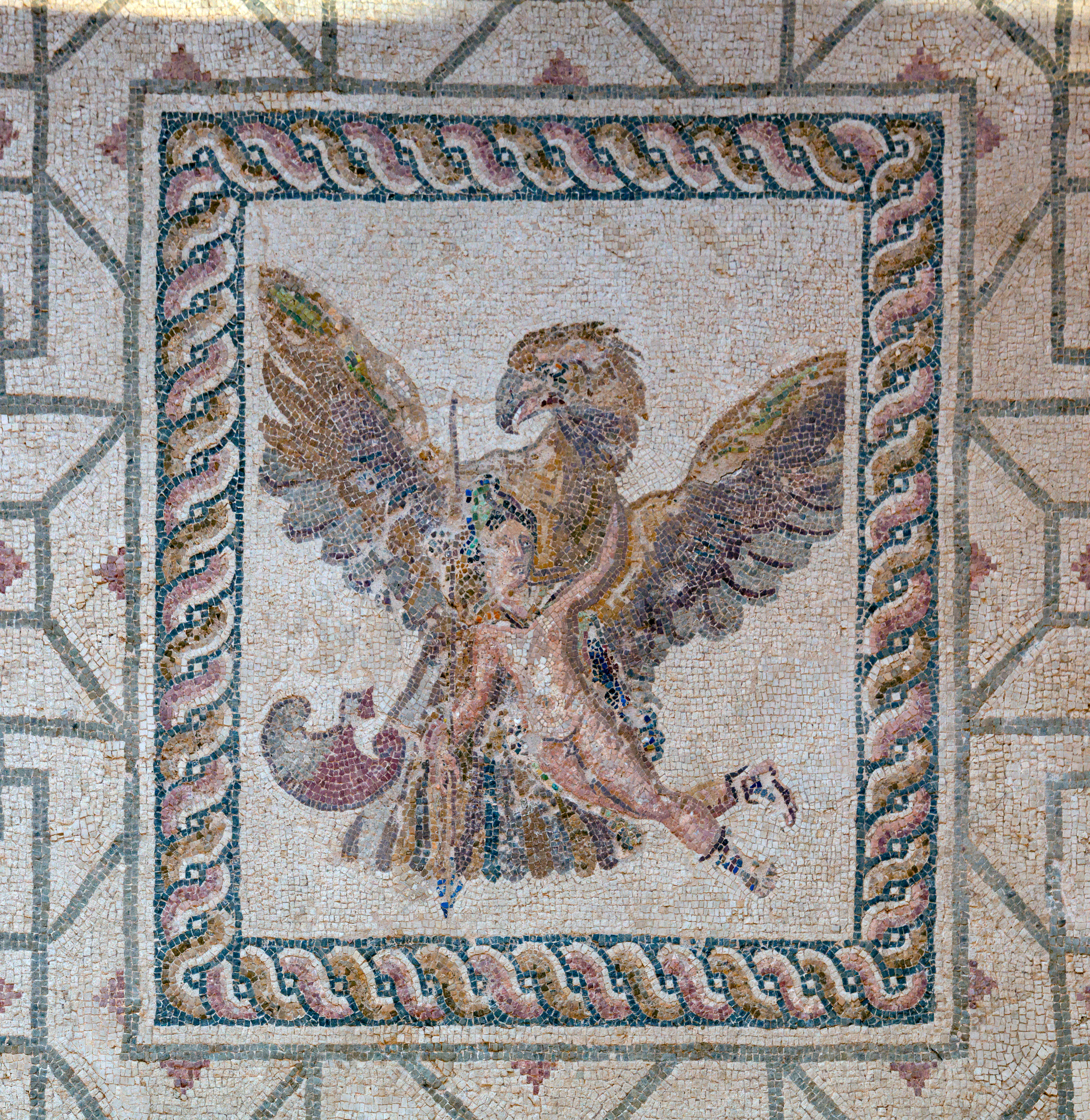

Esta villa excepcionalmente rica ocupa 2000 m2 de los cuales 556 están cubiertos con pisos de mosaico decorados con  escenas mitológicas, de época y de caza. Lleva el nombre del dios Dionisos que aparece en varios de los mosaicos. 
Sus habitaciones están dispuestas alrededor de un patio central, o atrio, que funcionaba como el núcleo de la casa. Fue construido a finales del siglo II d. C. y fue destruido y abandonado tras los terremotos del siglo IV d. C.
Un mosaico helenístico de guijarros que representa al mítico monstruo marino Escila de una villa anterior del siglo III. a. C. que se encontró debajo de la villa romana se exhibe in situ. 

### Casa de Aion
Aunque la Universidad de Varsovia solo ha excavado tres habitaciones de esta gran villa, el piso de mosaico de la Casa de Aion se considera una de las obras más excepcionales  del arte romano antiguo, si no la única obra de este tipo, y ciertamente uno de los más enigmáticos y más fervientemente discutidos por los estudiosos. Data de alrededor de mediados del siglo IV d. C. y lleva el nombre del dios que se muestra en el medio del mosaico. 
La sala principal era probablemente un triclinio o sala de recepción. Dos habitaciones más pequeñas tenían excelentes mosaicos geométricos.
El mosaico principal contiene 3 marcos horizontales con 5 paneles, todos rodeados por un marco geométrico. 
Se encontró un muro de la villa derrumbado en la calle adyacente y ha sido restaurado. 

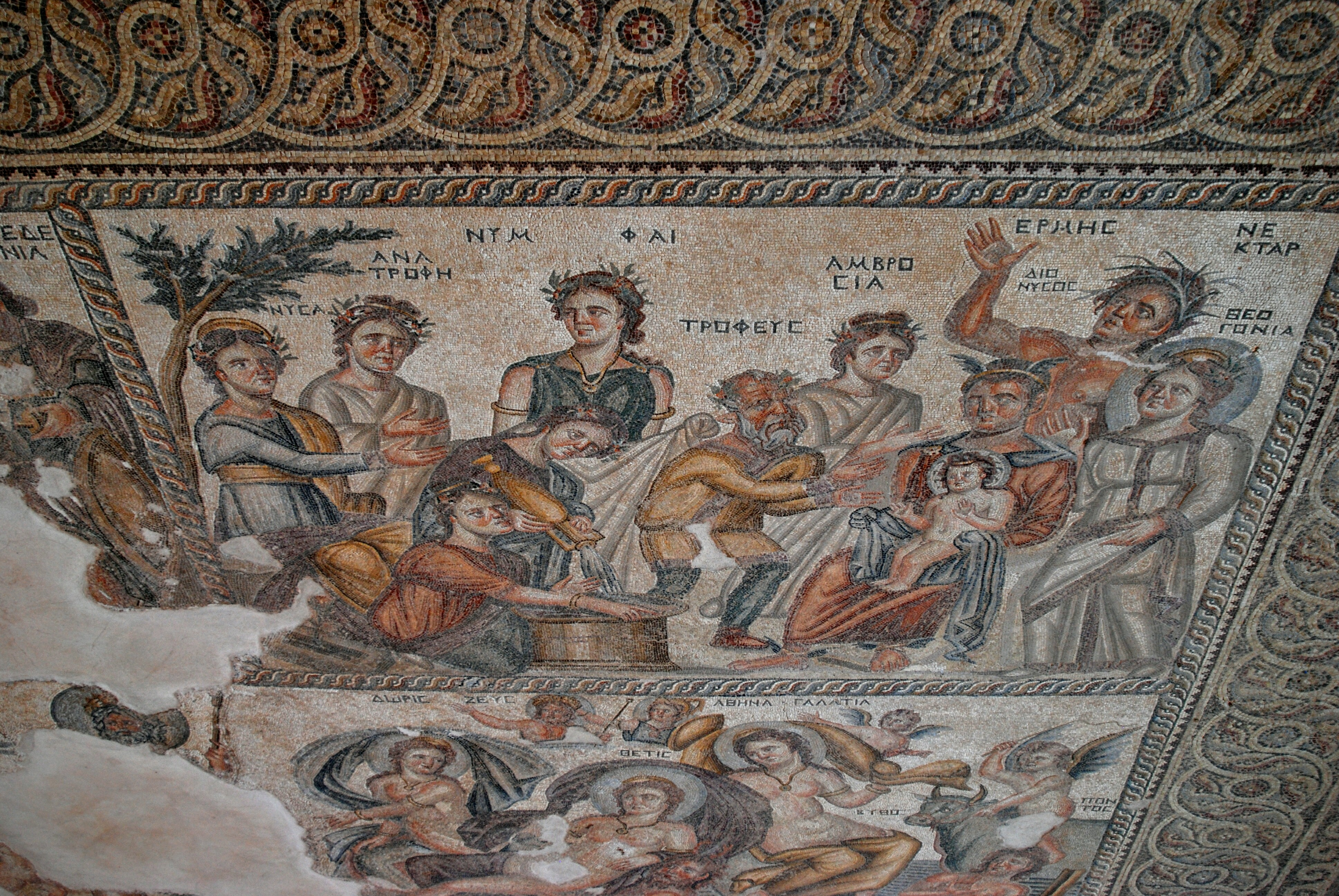
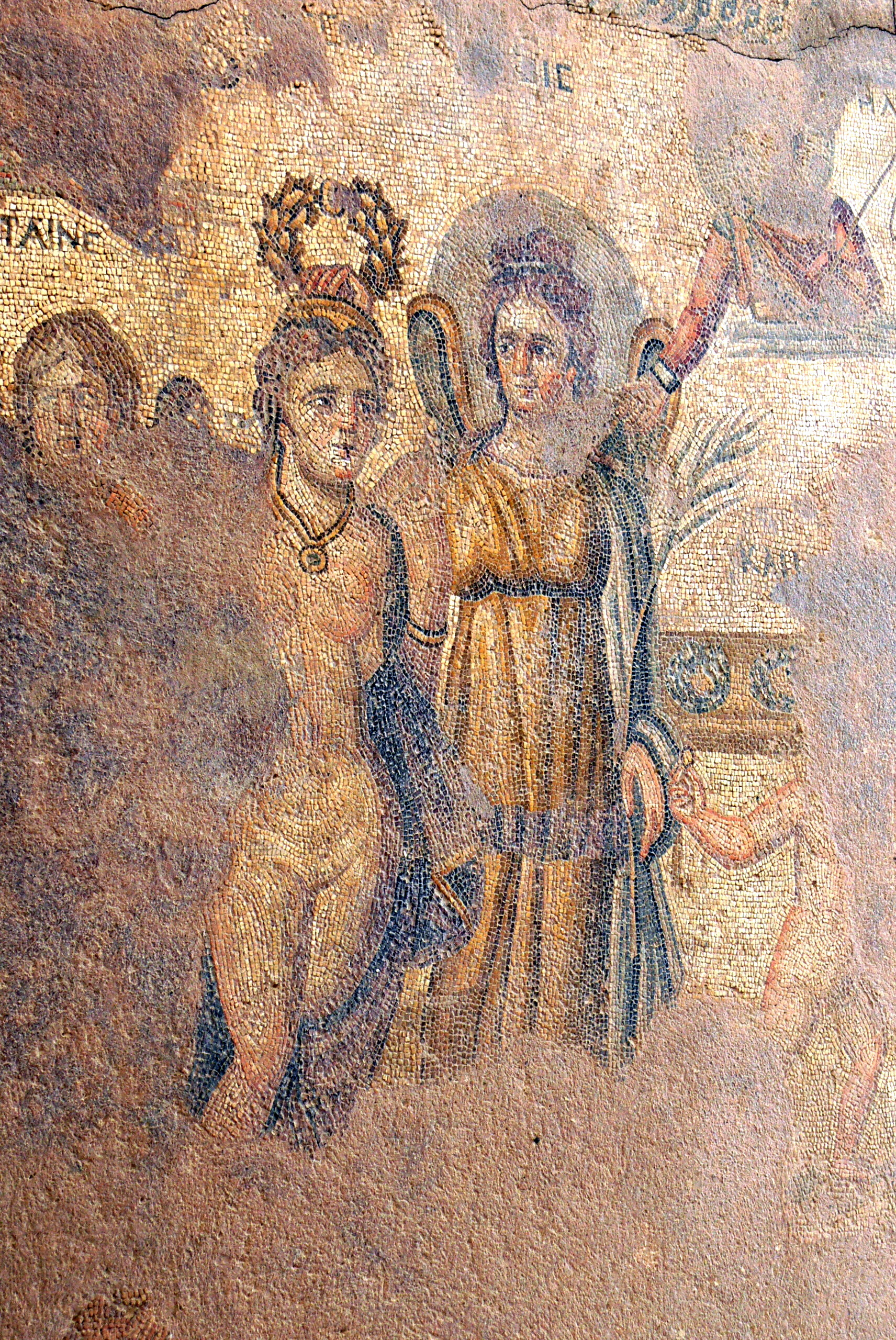
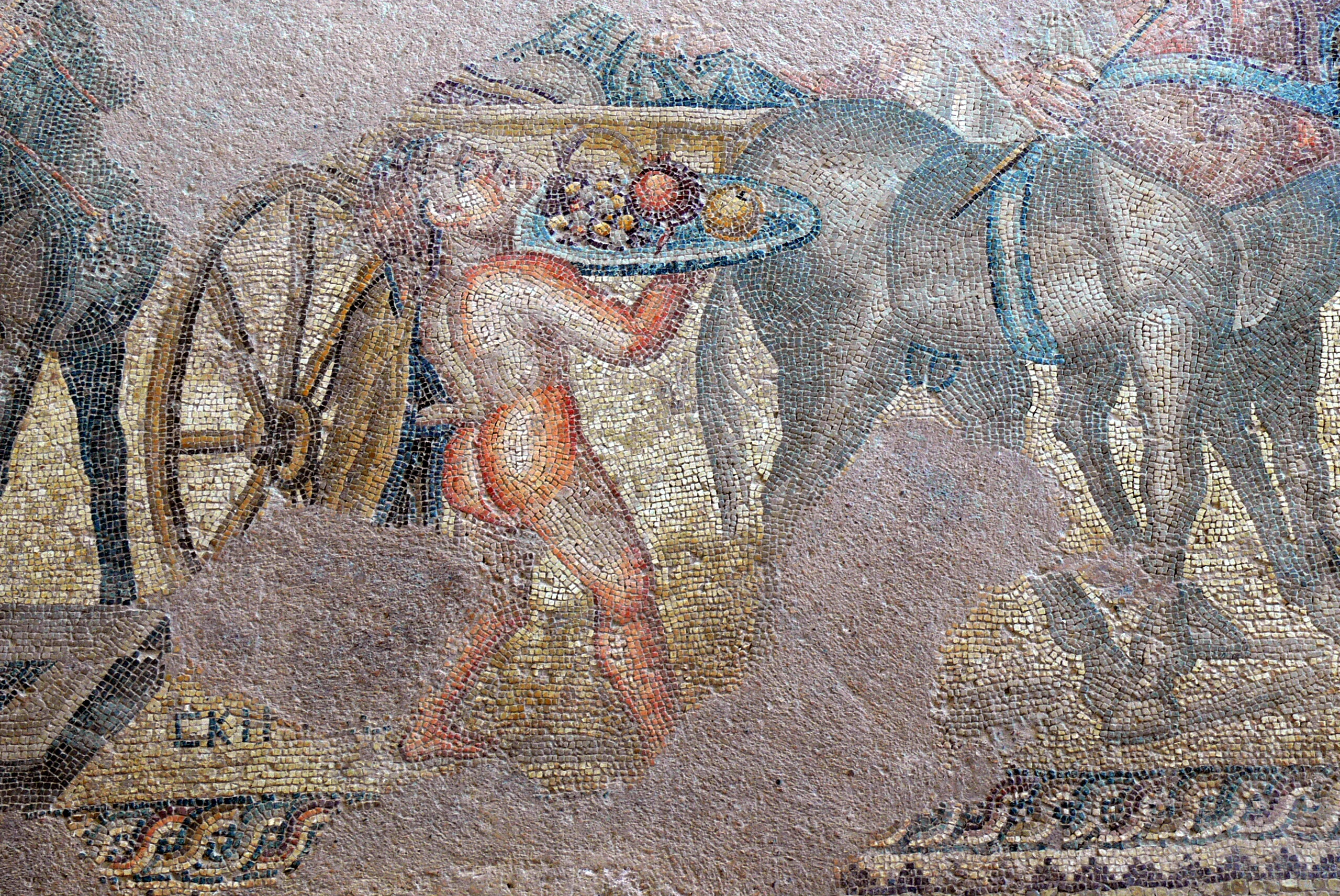
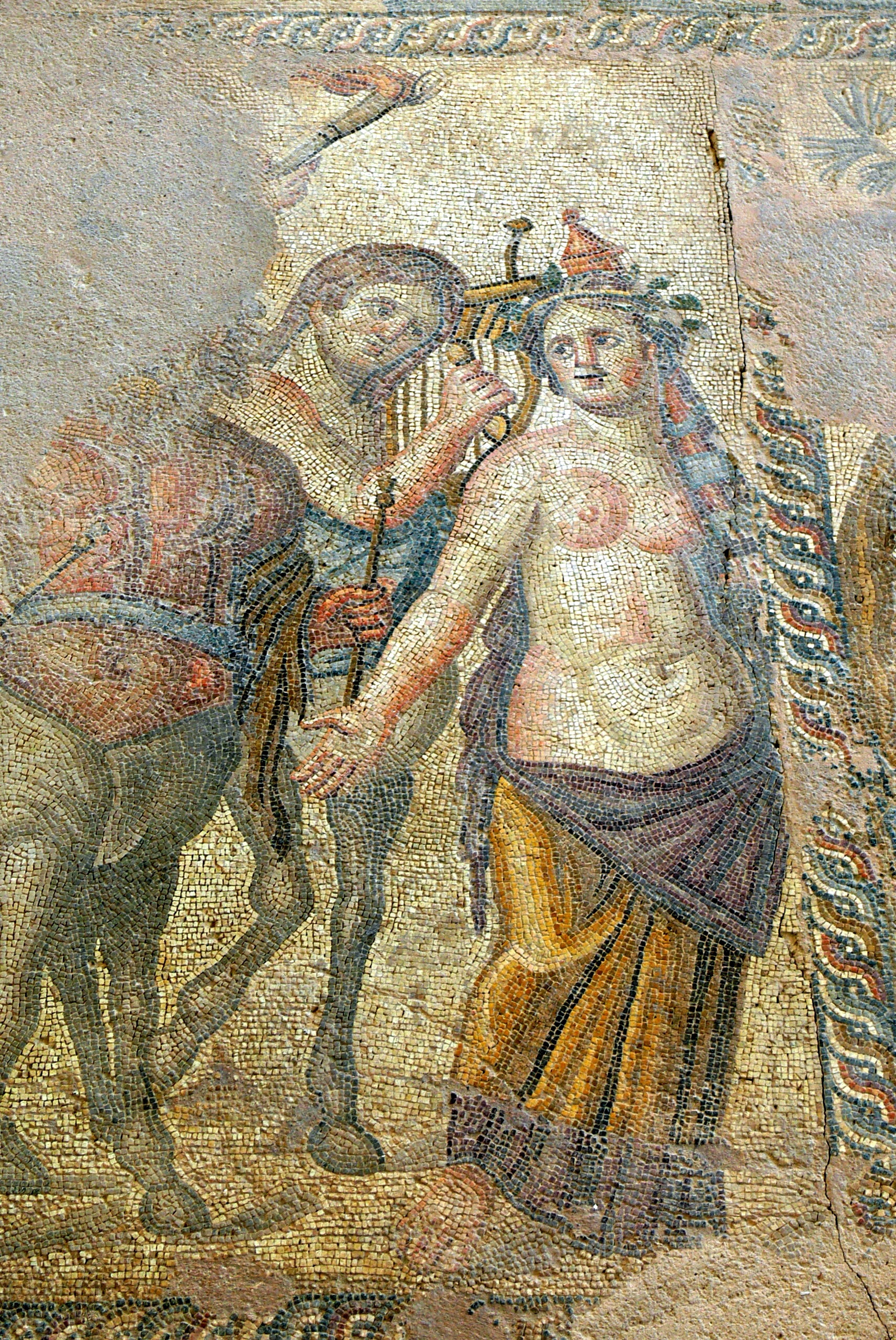

### Casa de Teseo

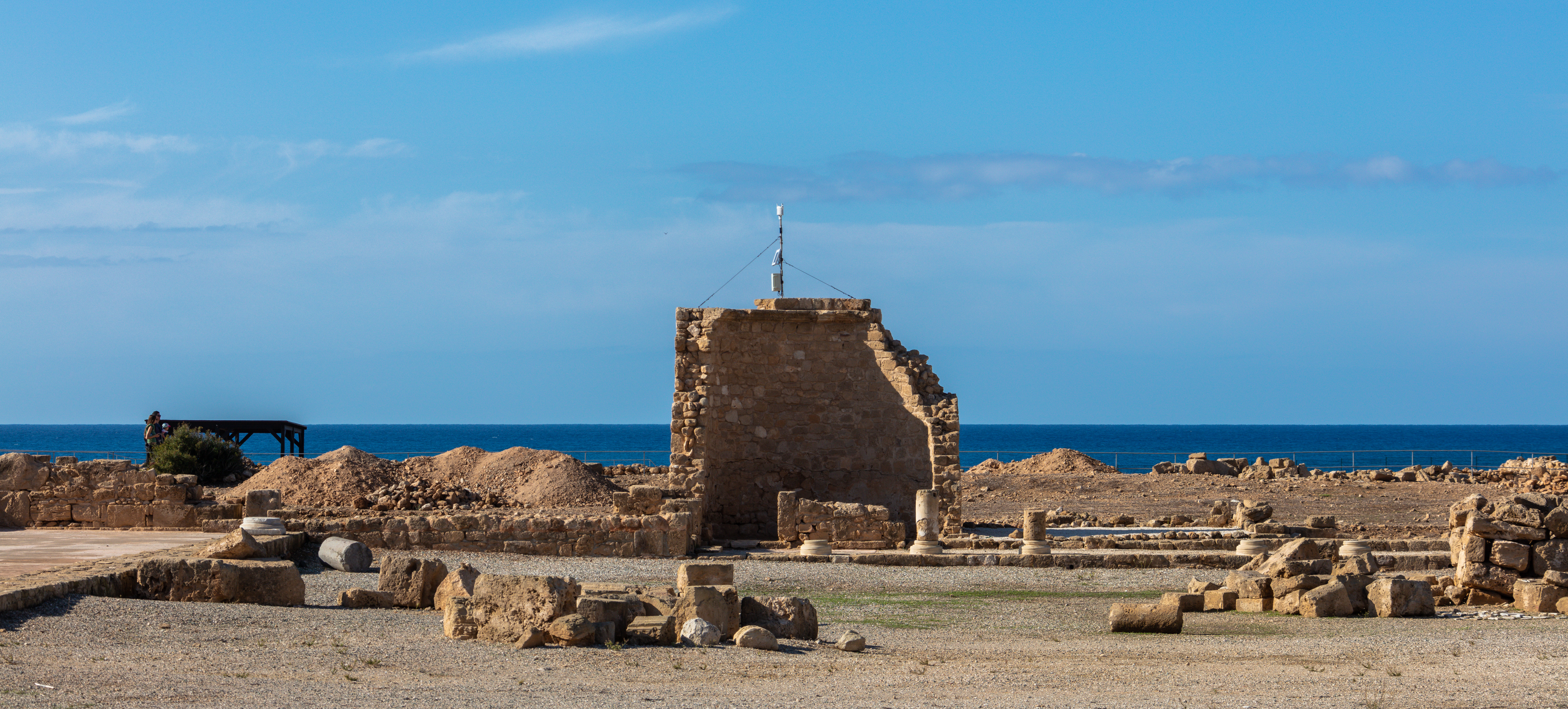
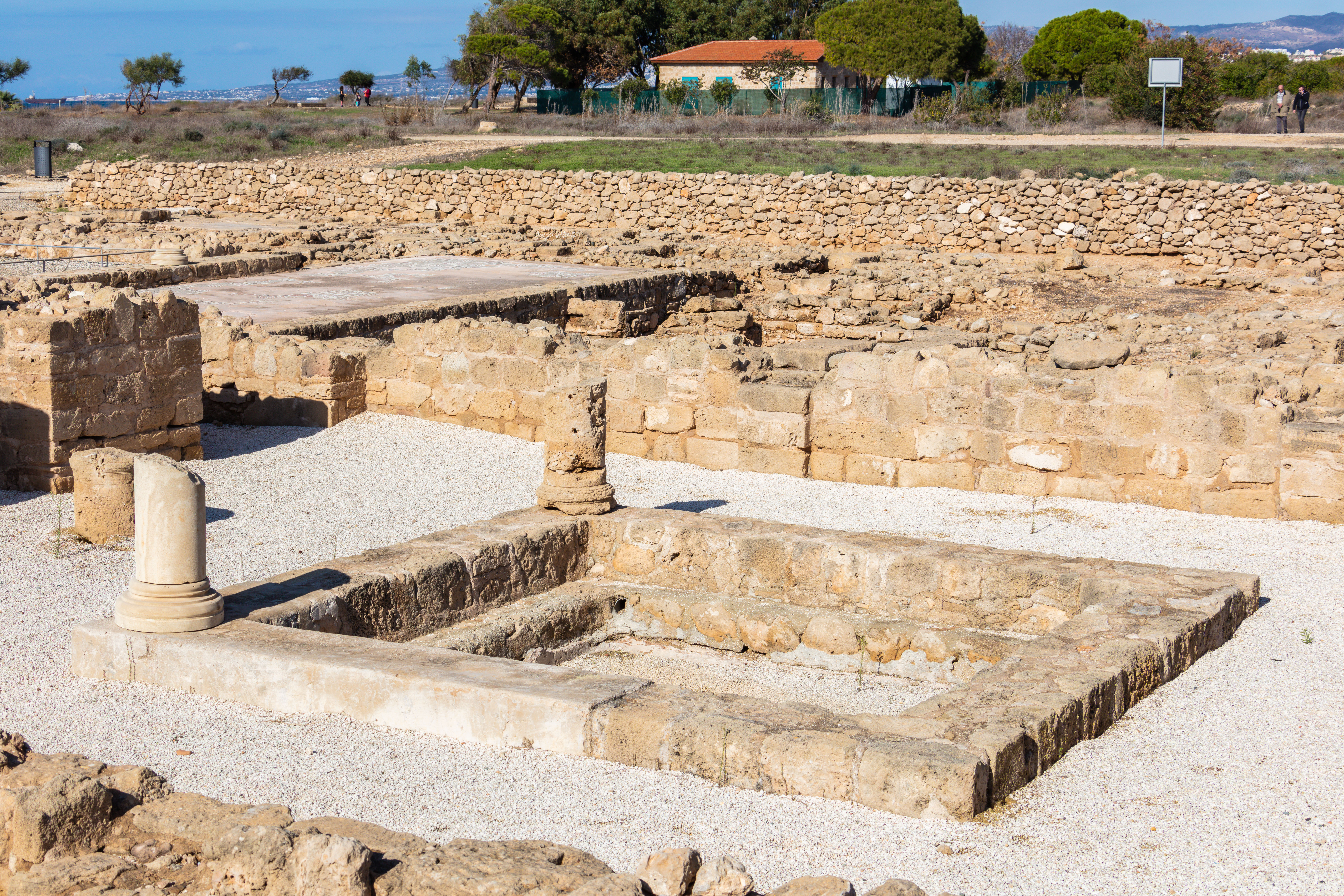
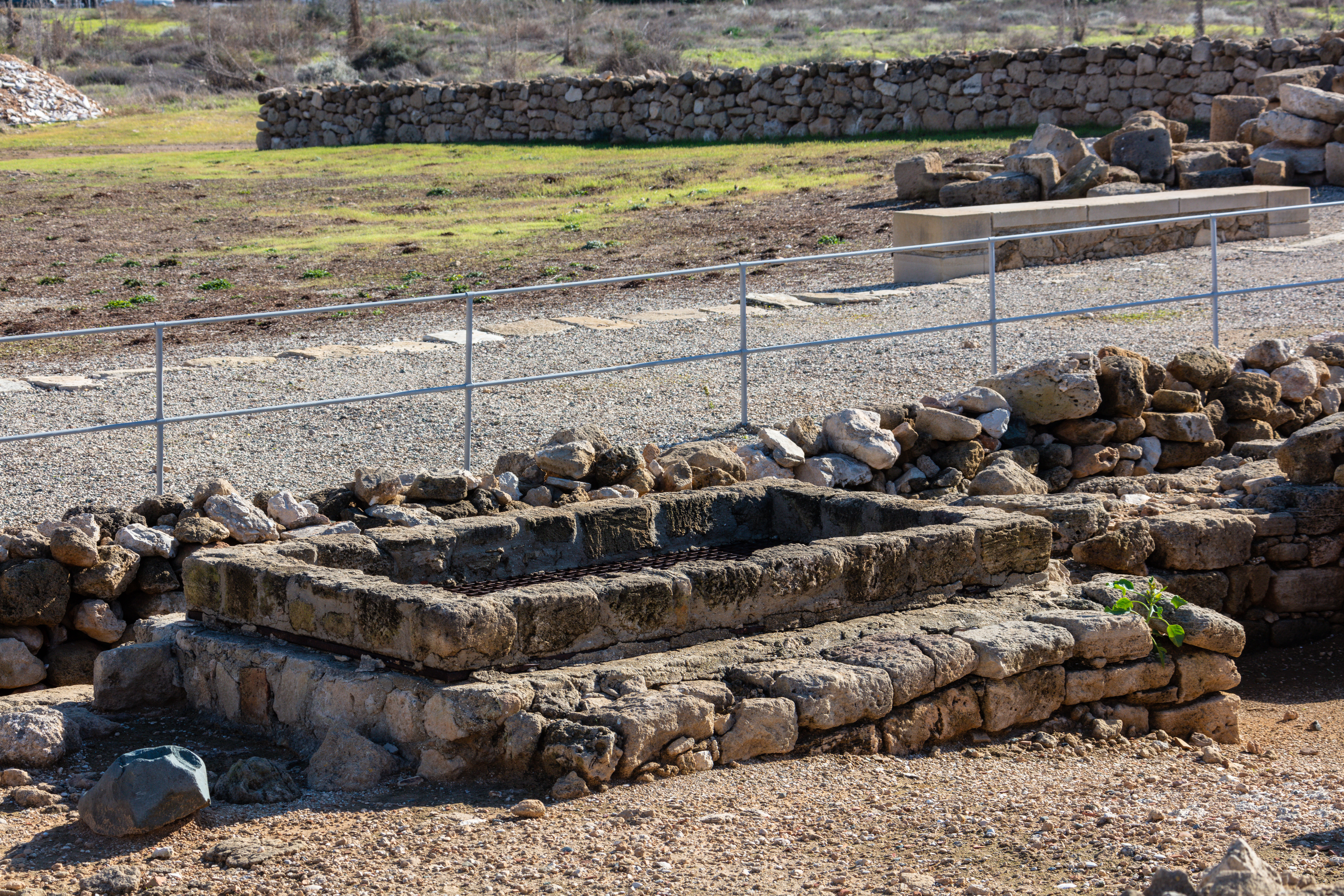
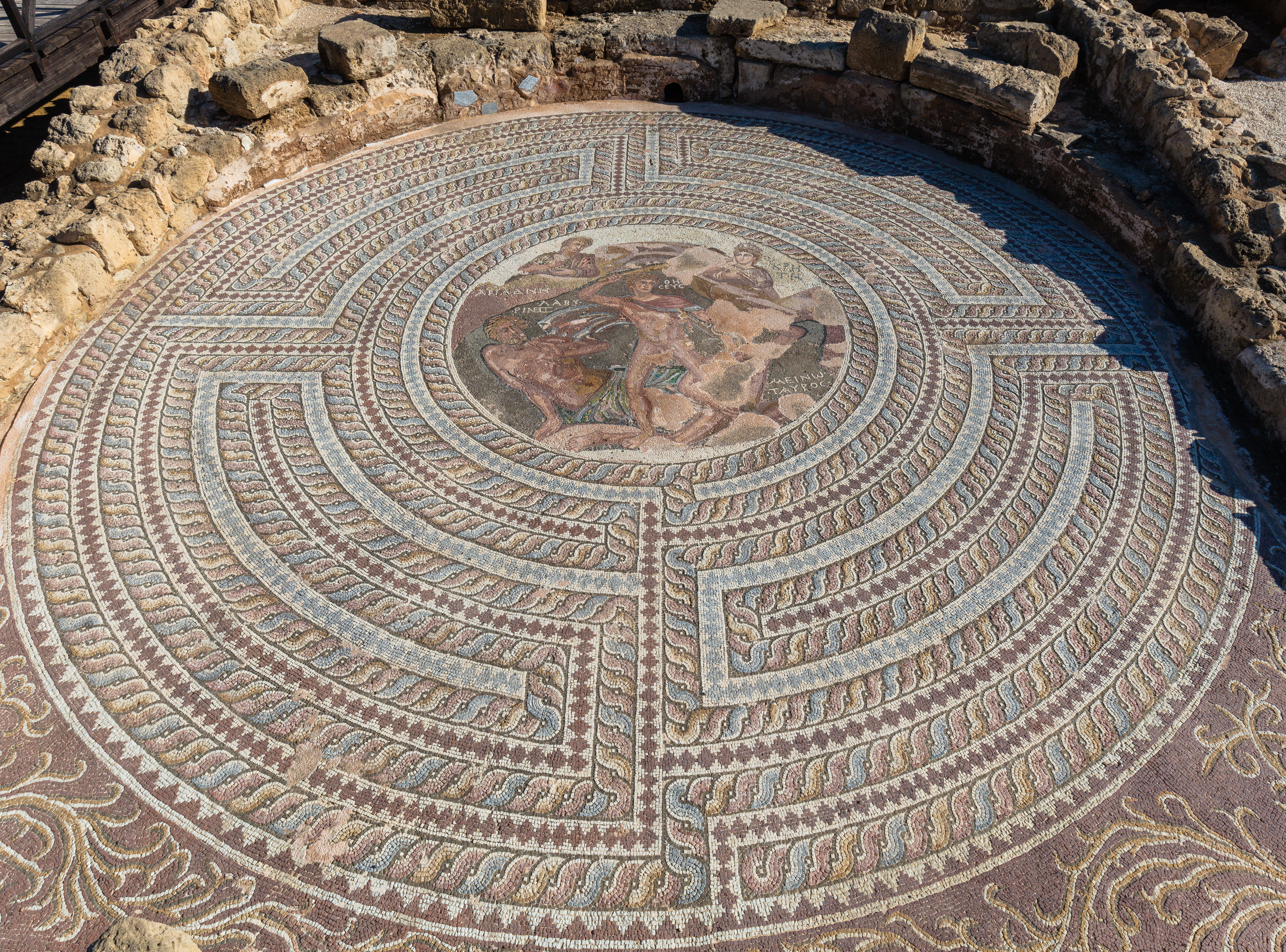
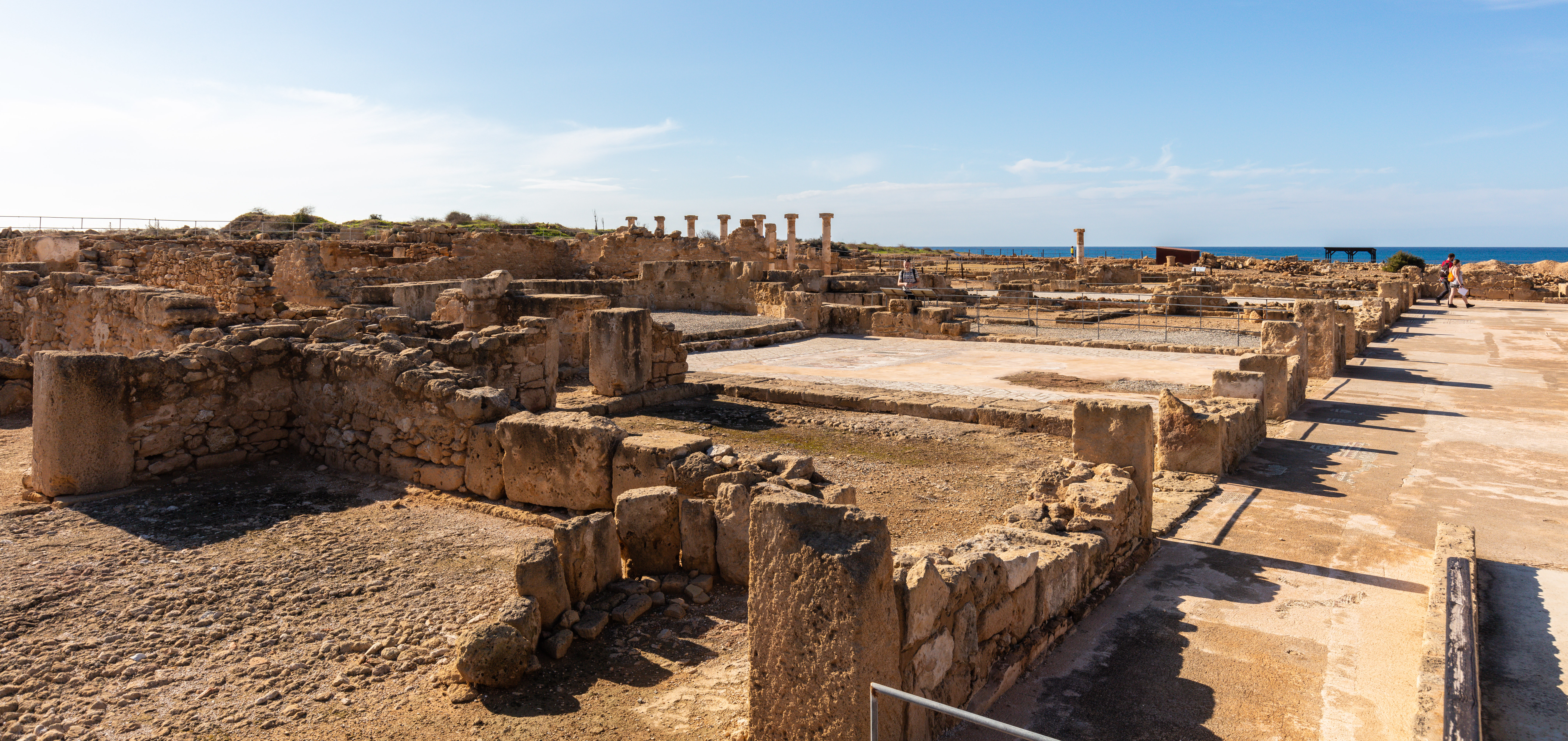
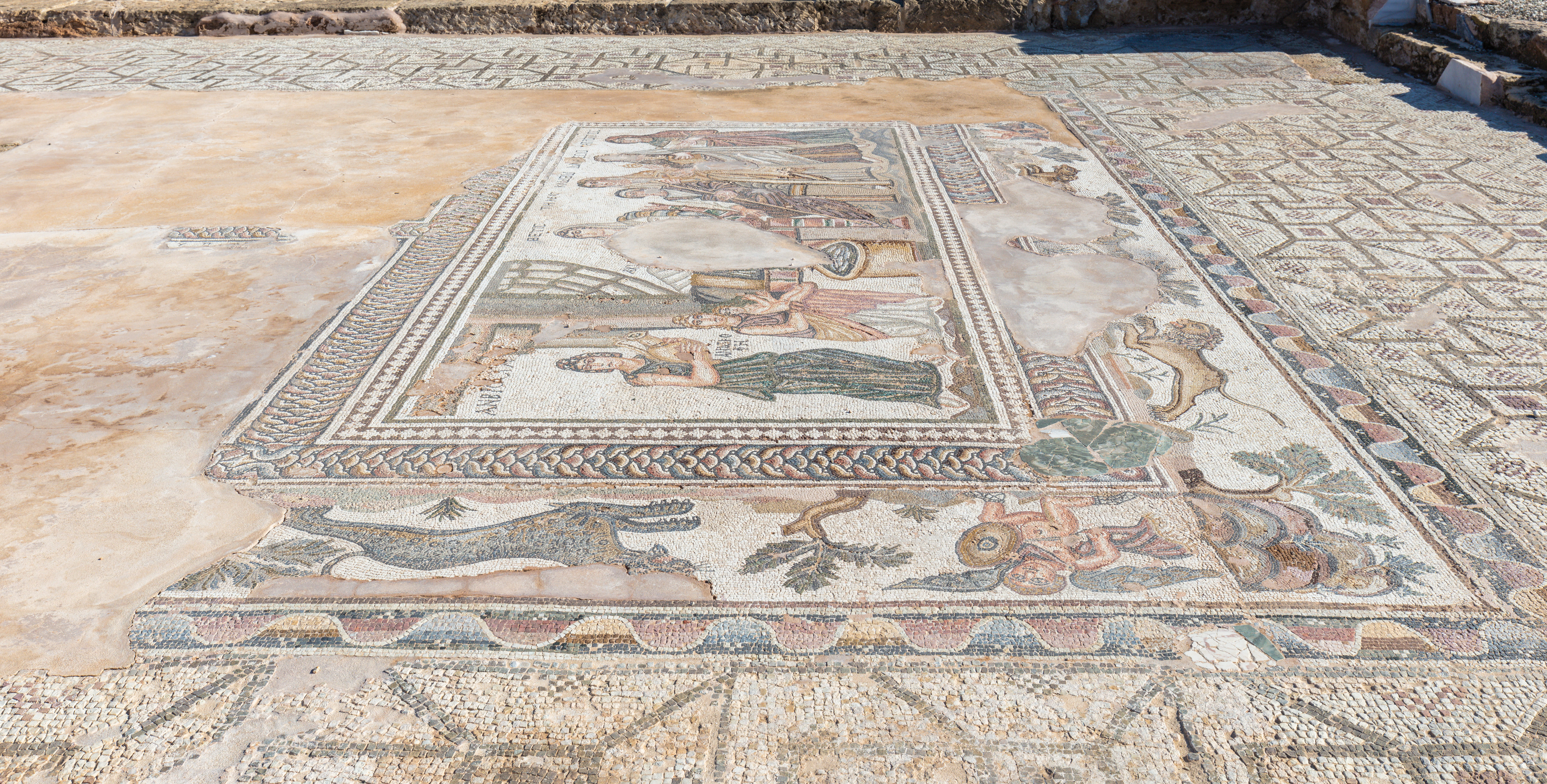
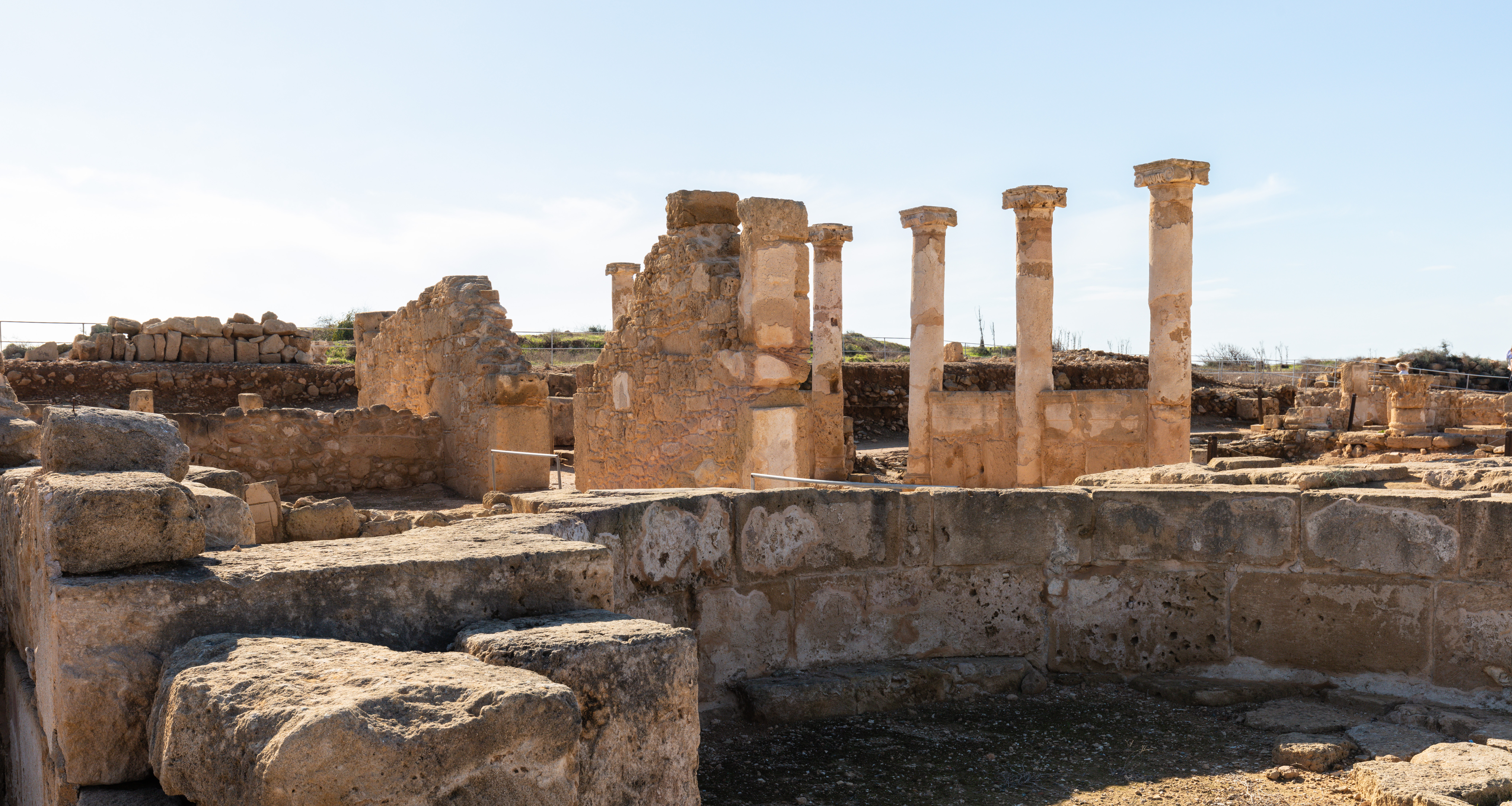
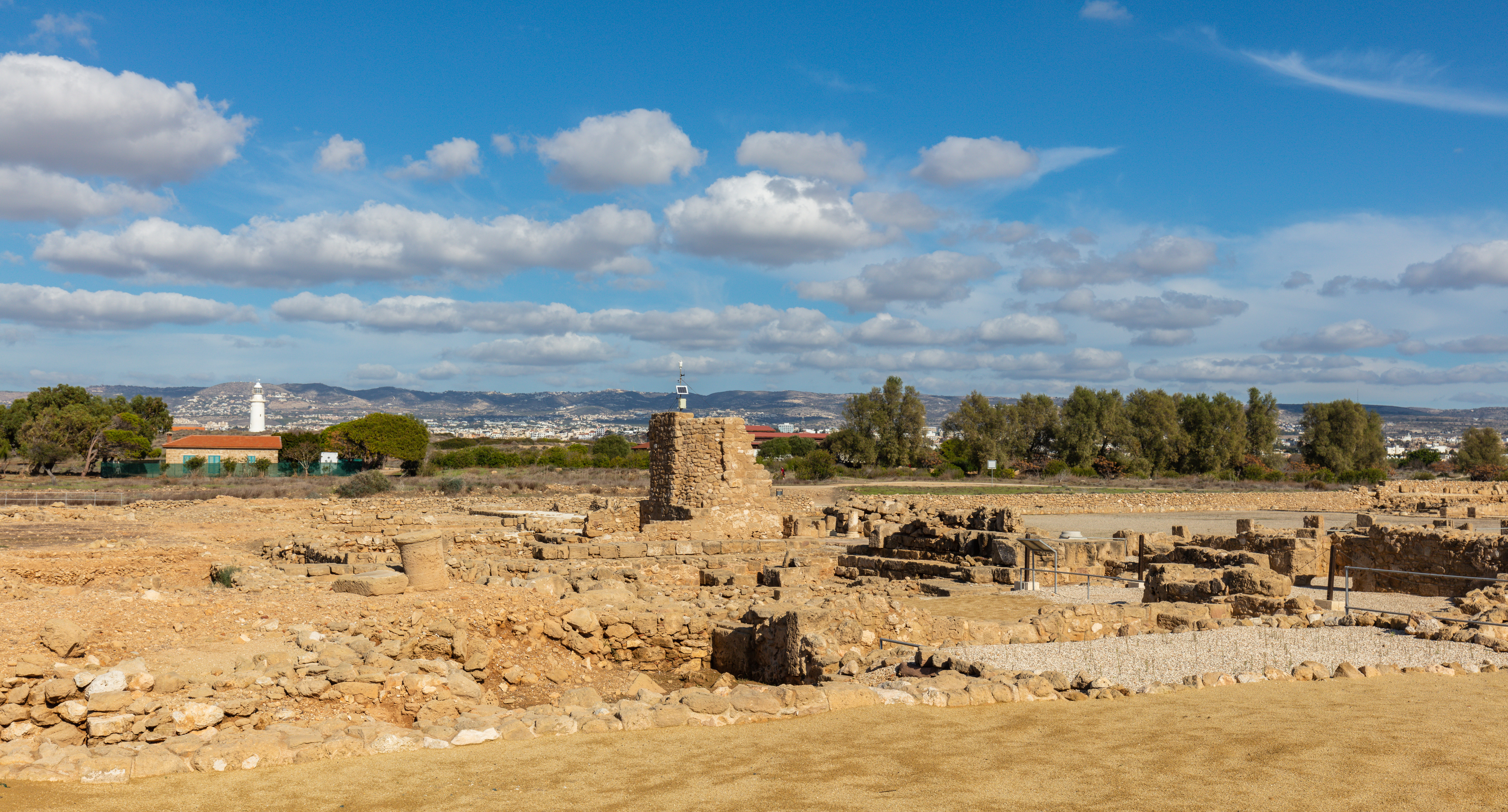
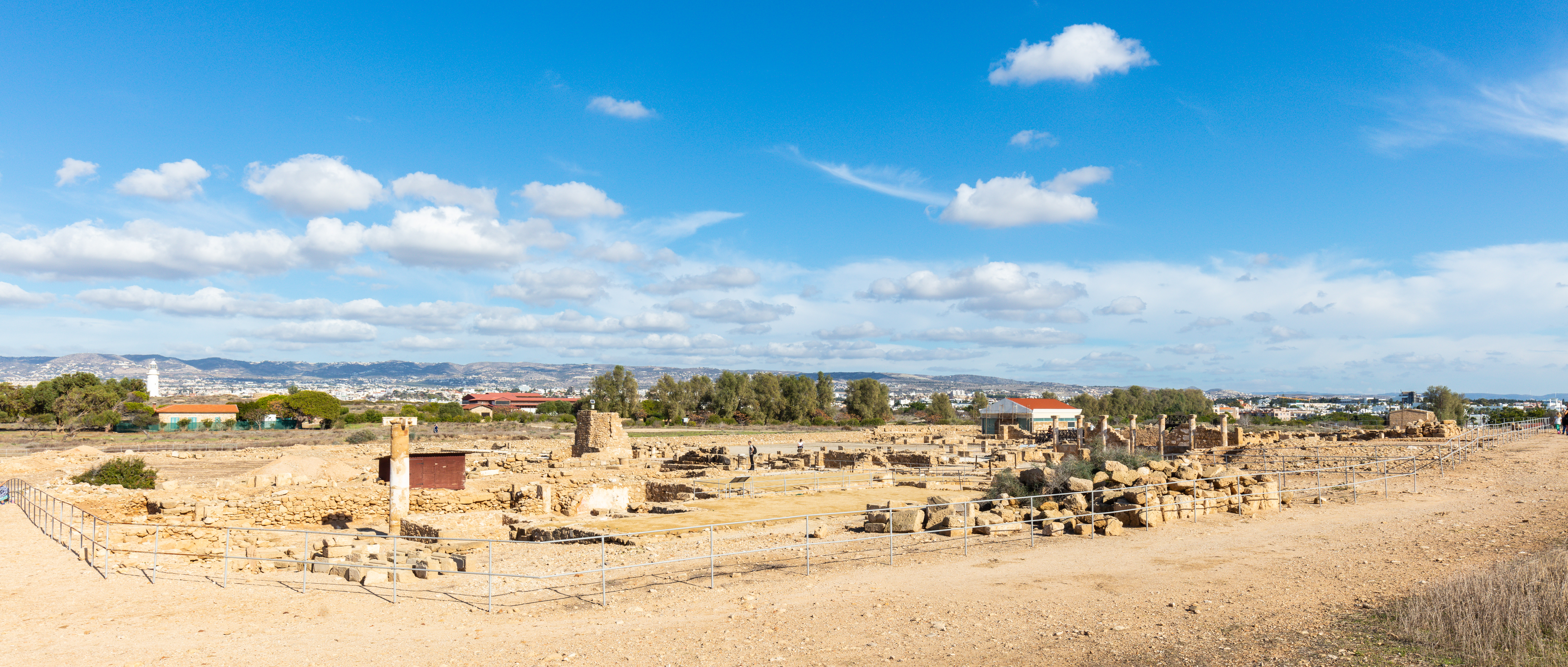
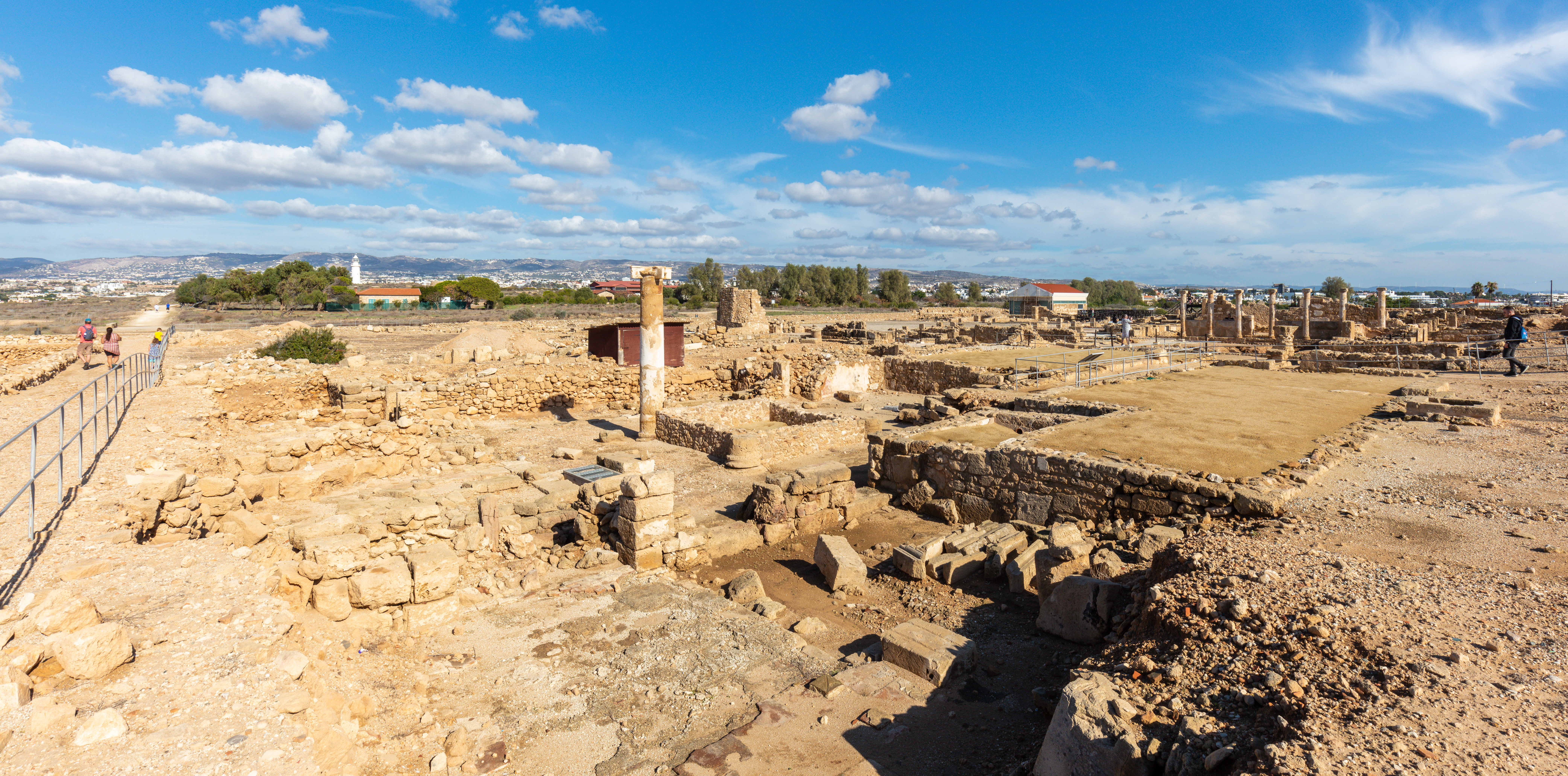

Esta villa excepcionalmente grande fue la residencia del procónsul o gobernador romano, y estaba dividida entre salas para funciones oficiales y salas para uso privado. Su nombre deriva del hermoso mosaico de Teseo y el Minotauro que se encuentra en el cuarto sureste. La villa cubría varias insulae (bloques de casas) del plan de calles helenístico.
Fue construido en la segunda mitad del siglo II. d. C. sobre ruinas de casas anteriores y estuvo ocupado hasta el s. VII d. C. Hasta ahora, solo se ha excavado por completo la mitad sur de la villa.

### Casa de Orfeo
Esta villa se encuentra al oeste de la Casa de Teseo. Los mosaicos del siglo III d. C. tienen tres representaciones mitológicas: “Orfeo y su lira”, “Hércules y el león de Nemea” y “la amazona”, pero actualmente no están a la vista del público.

### Teatro
El teatro, ubicado en el área noreste de la ciudad antigua, data originalmente de finales del siglo IV a. C. y ha estado bajo excavación por parte de la Universidad de Sídney desde 1995.

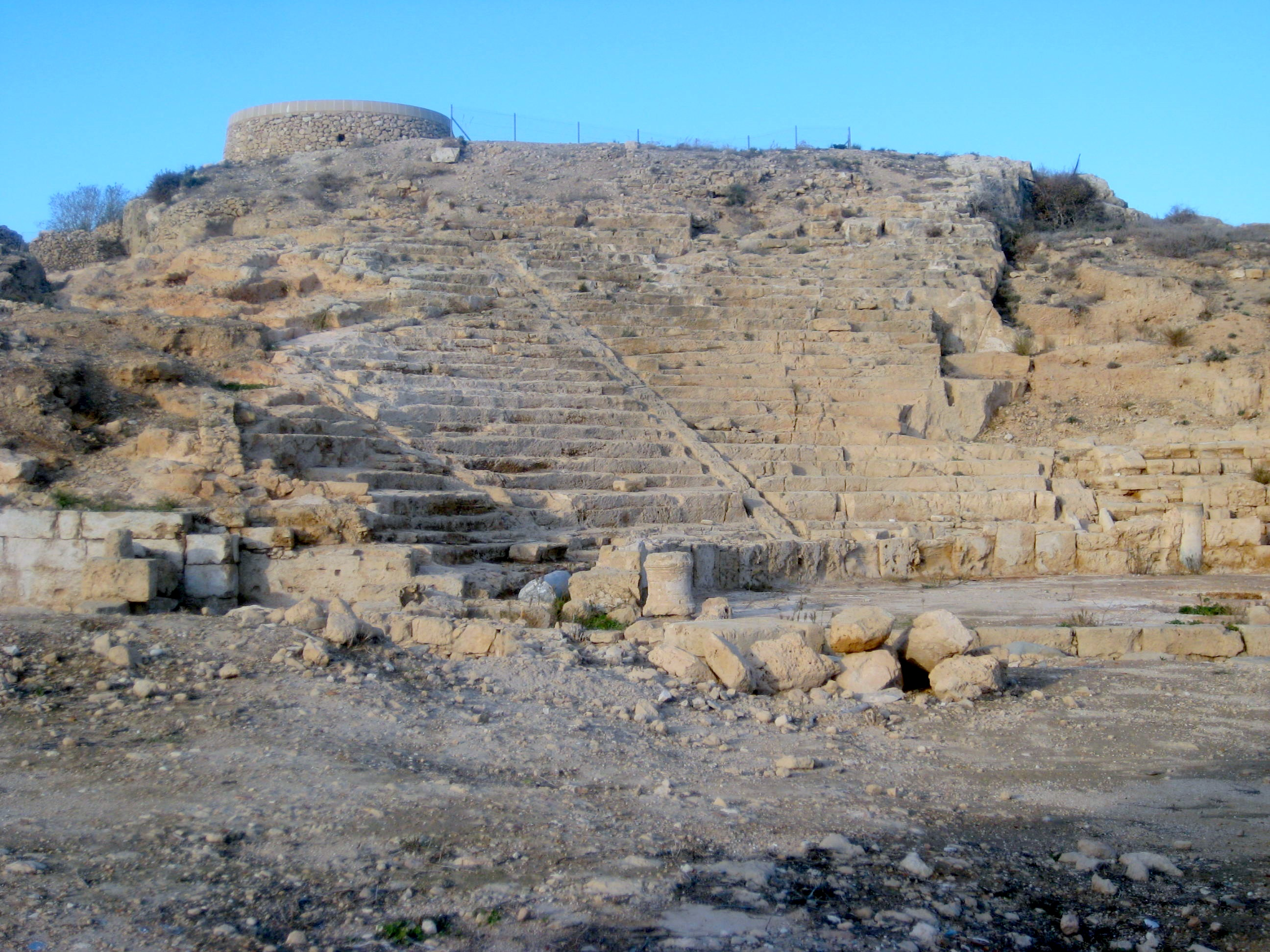

### Basílica

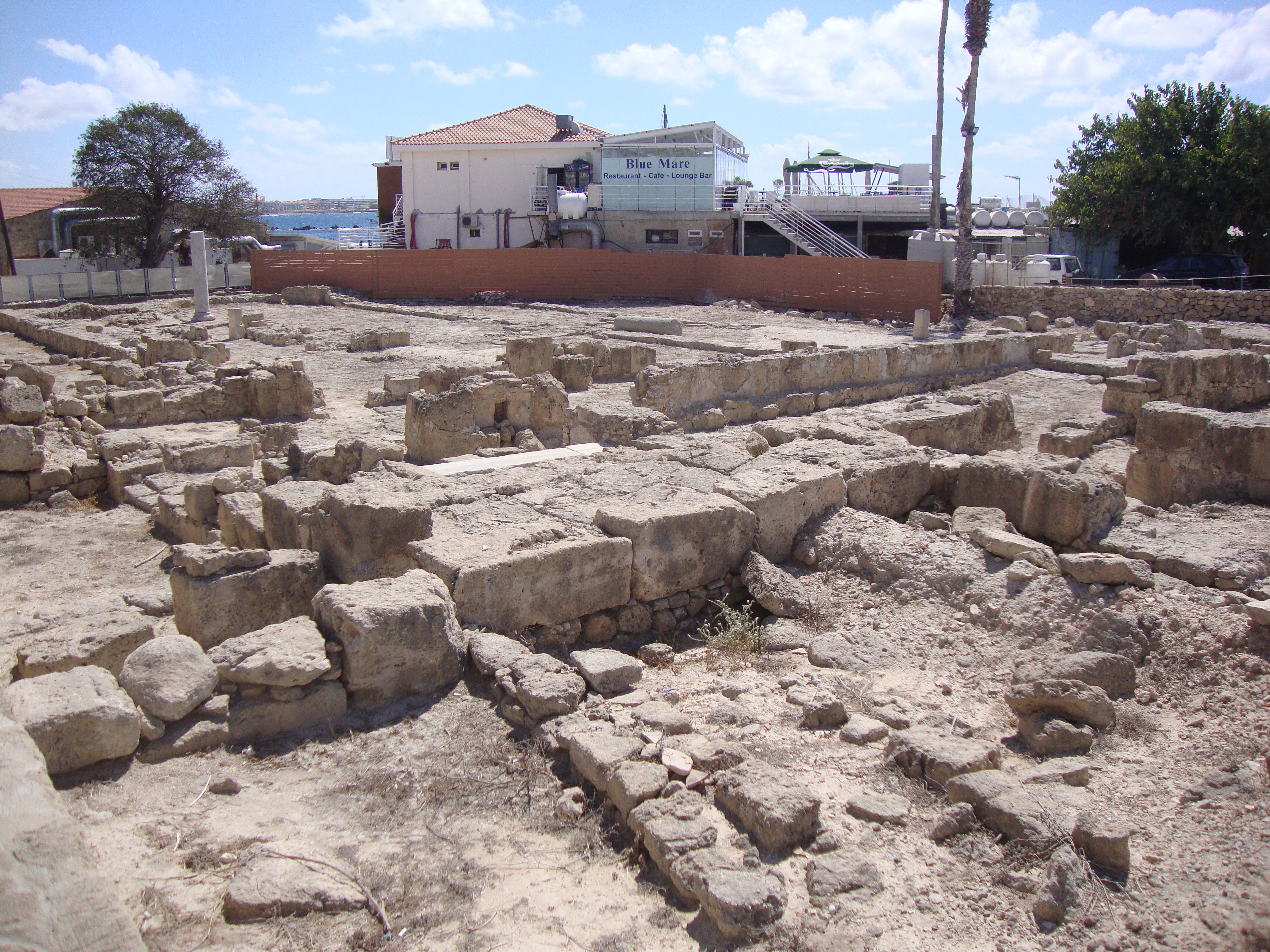

### Odeón

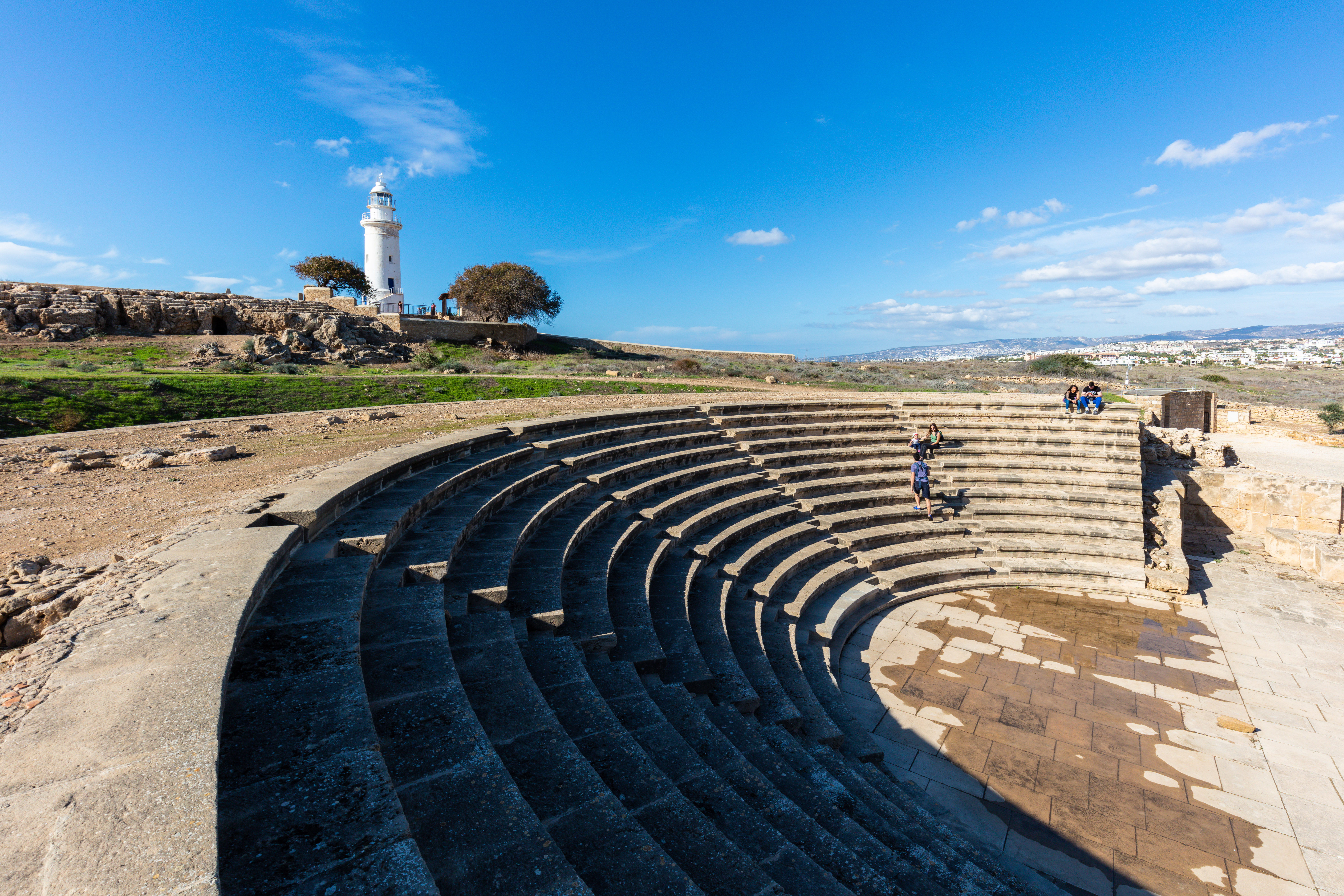

### Ágora

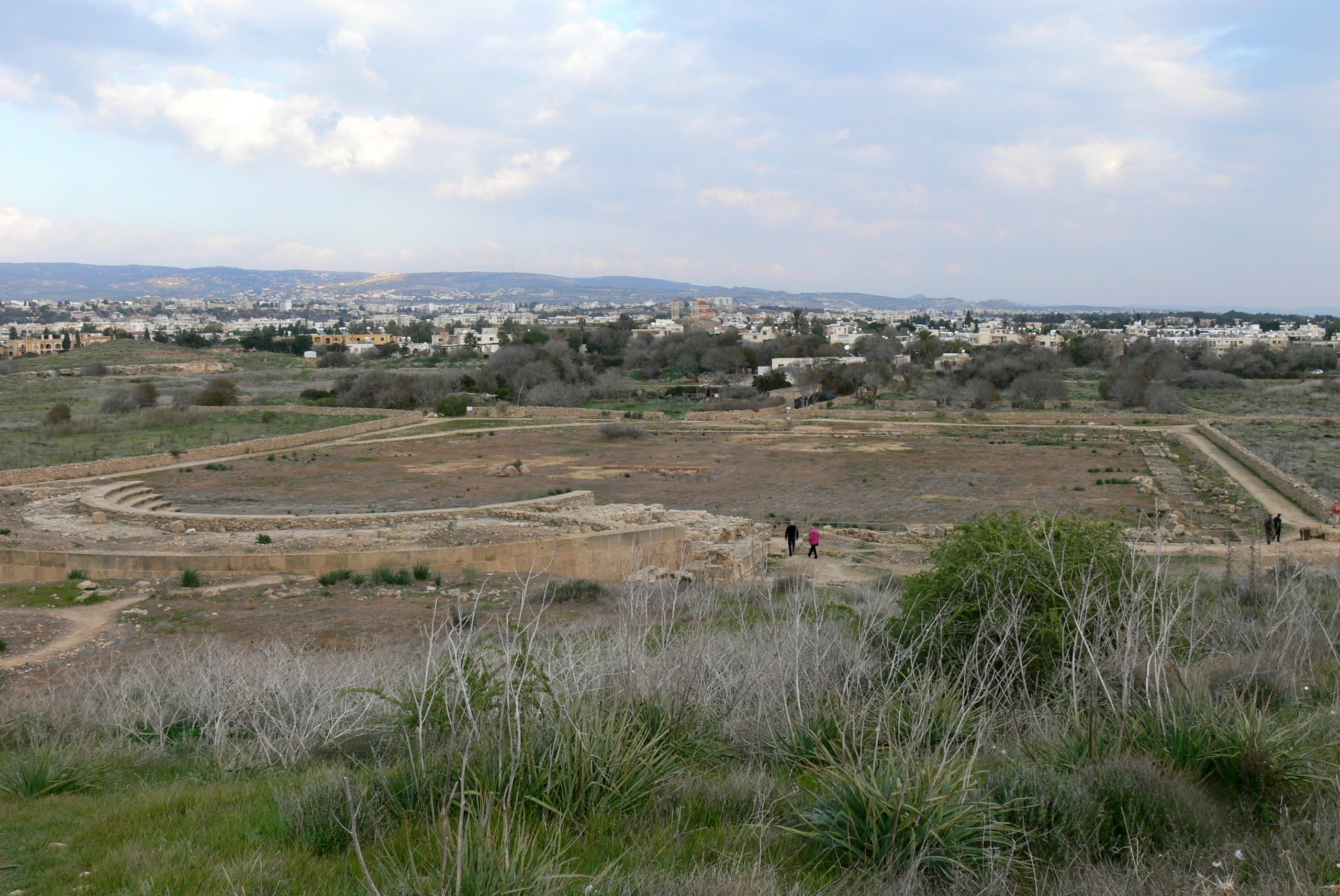

### Castillo de Saranta Kolones

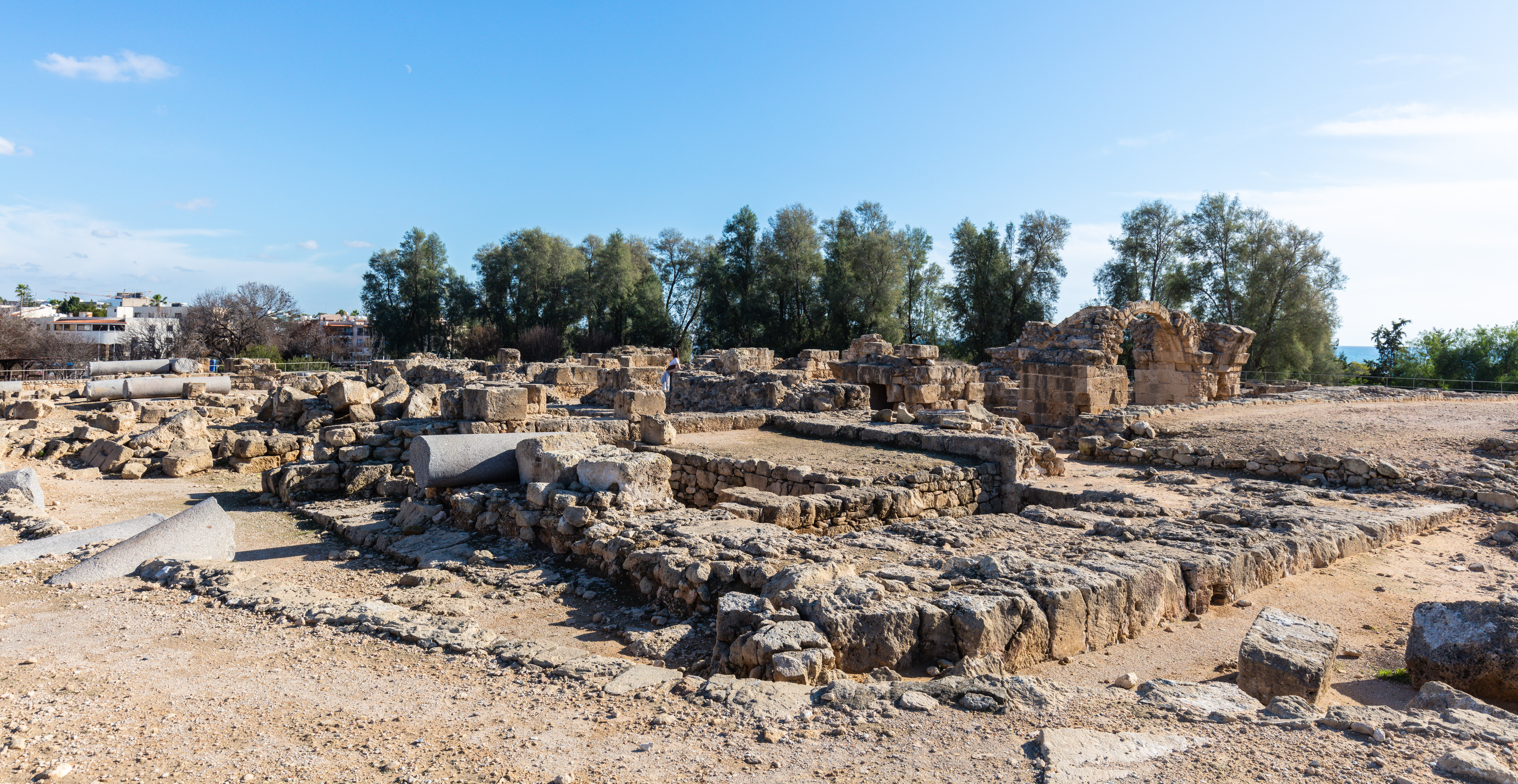
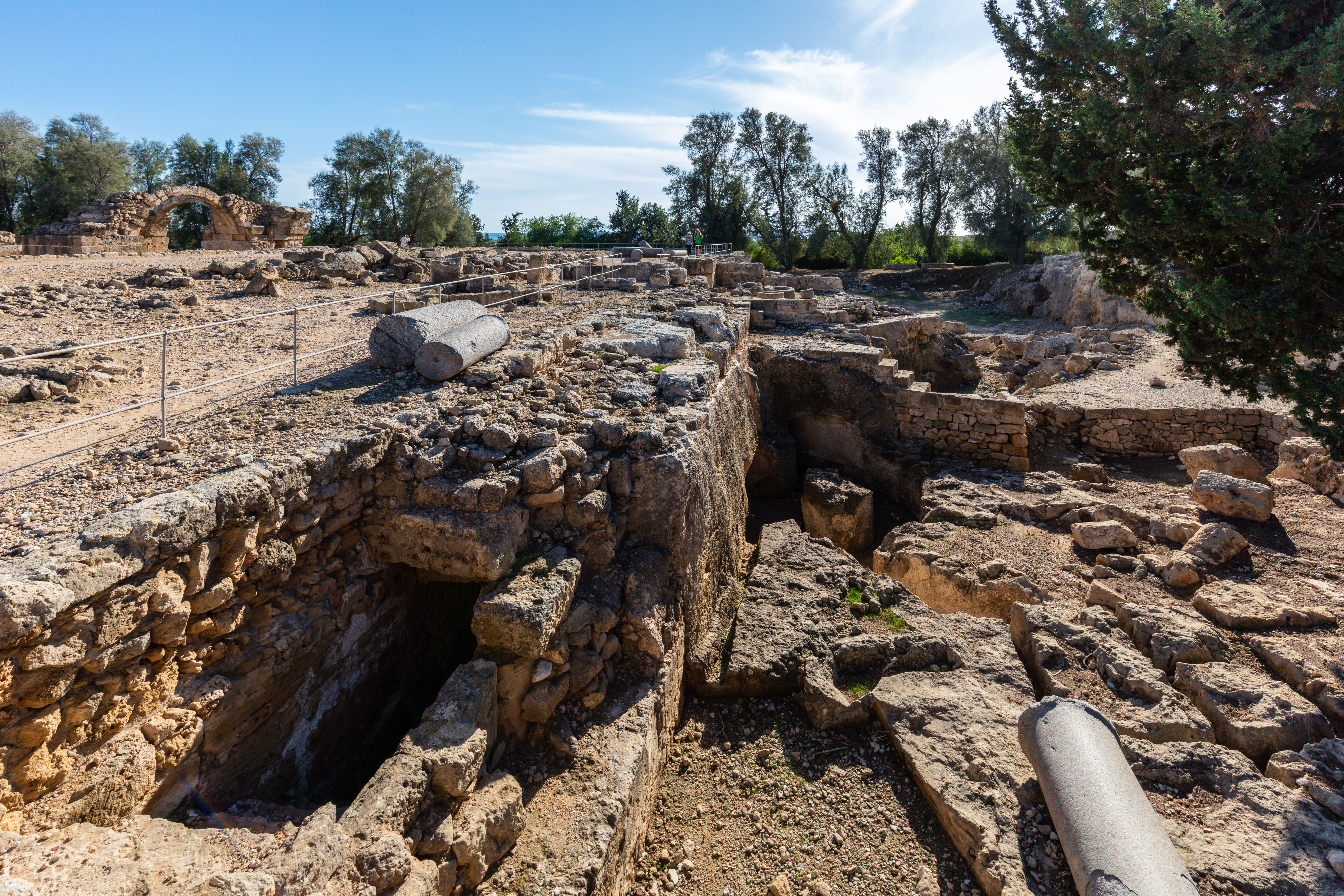
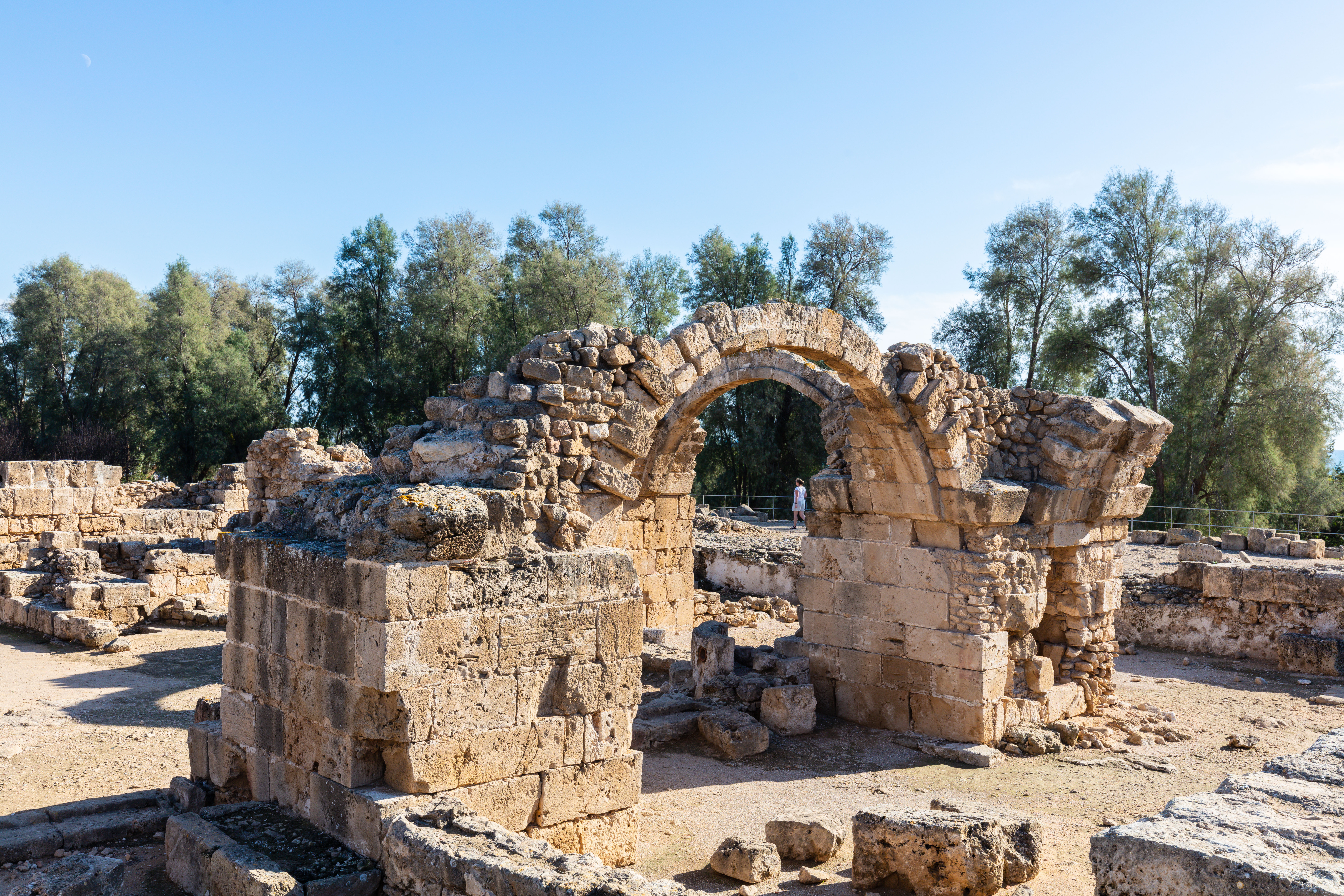
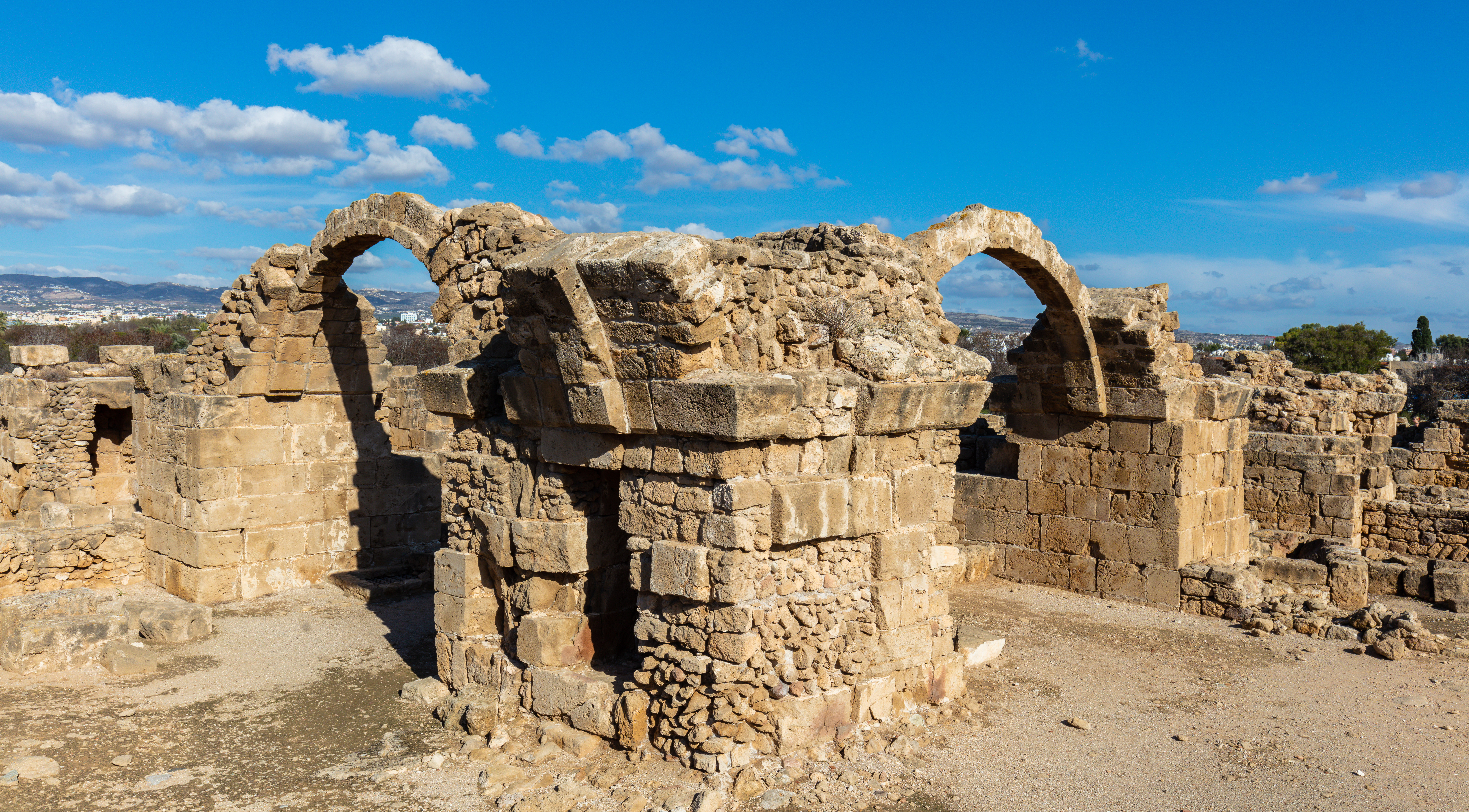
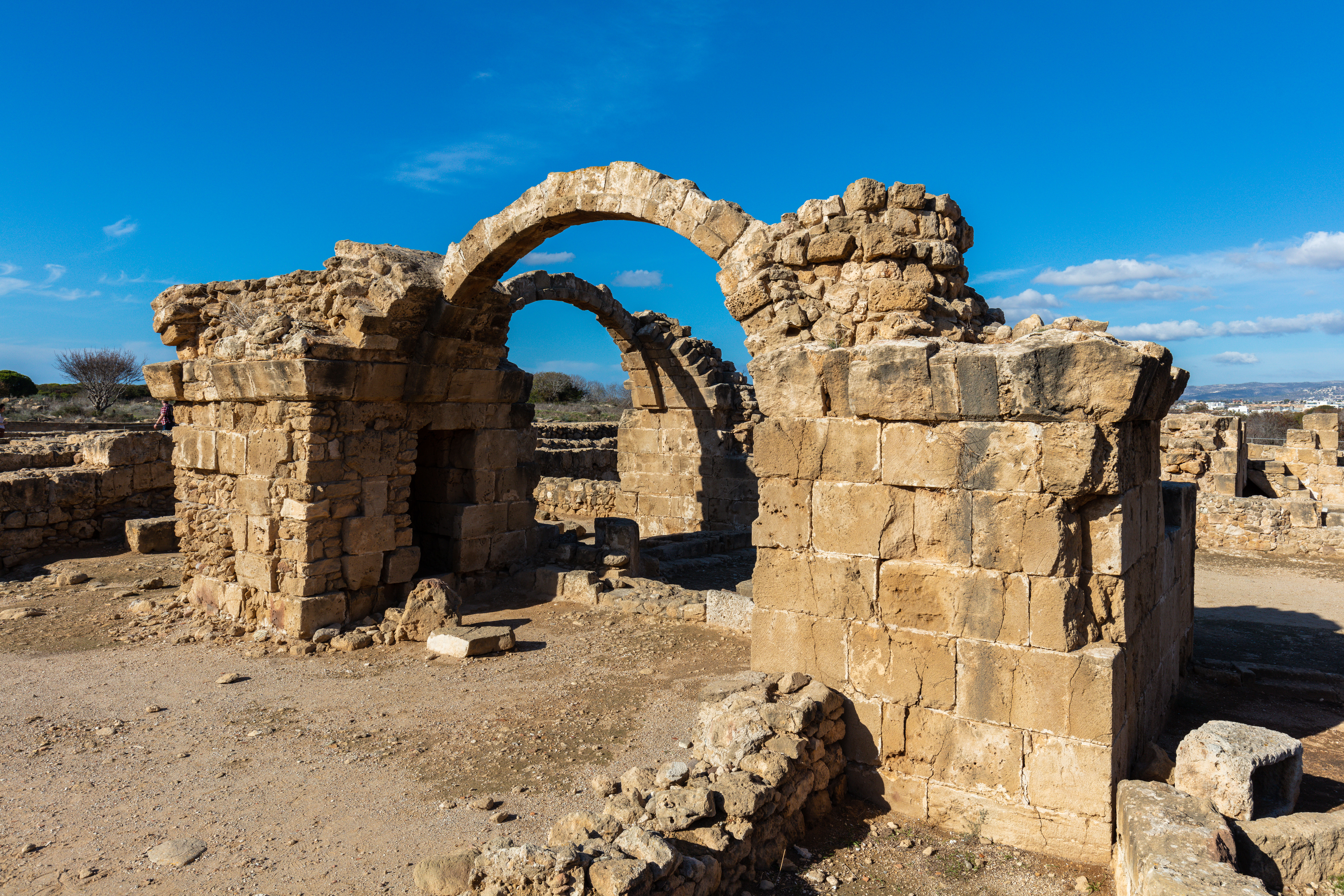
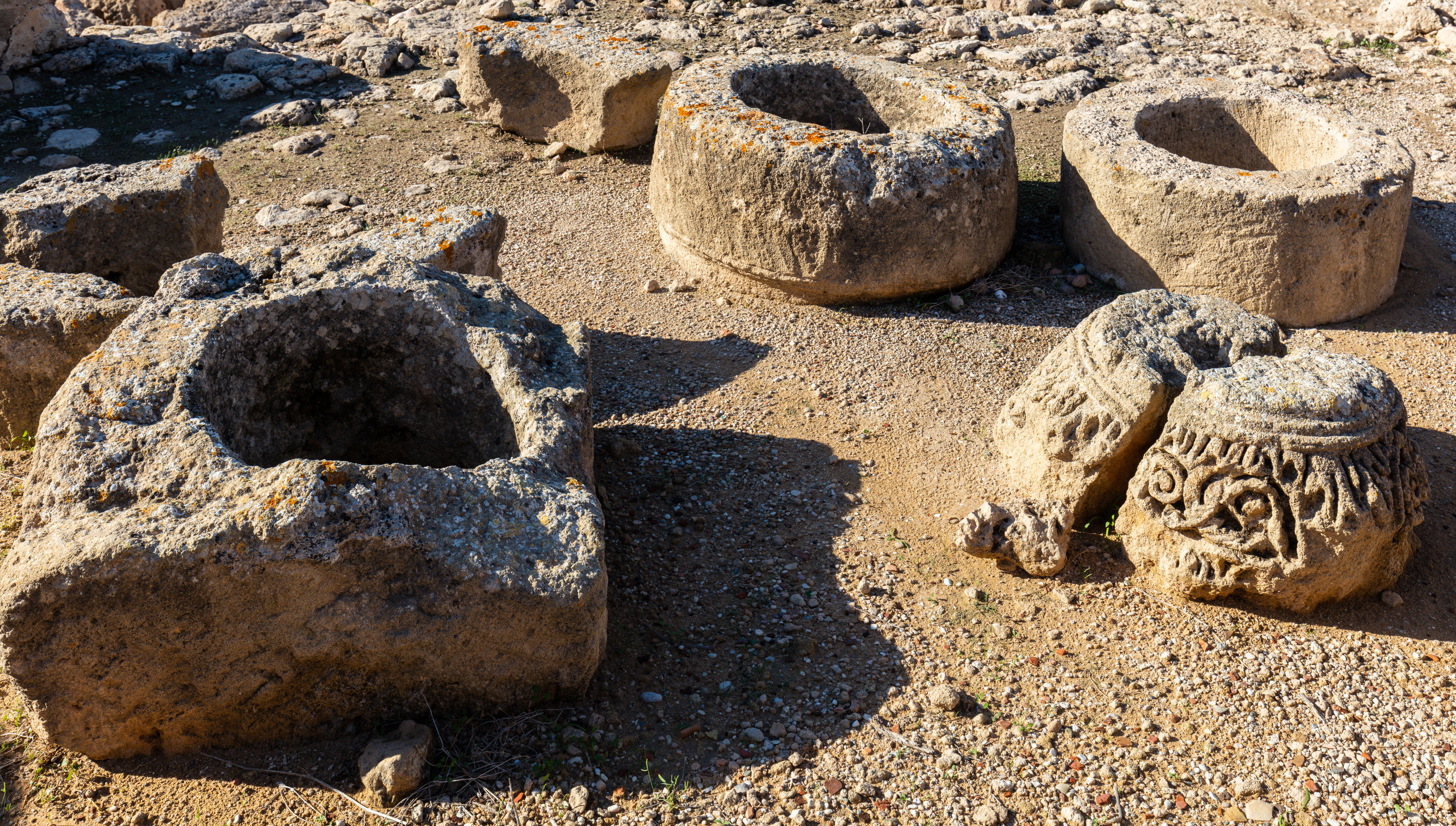